# Geschichte der Typografie

Länder, die das lateinische Alphabet nutzen:
ausschließlich lateinisches Alphabet
lateinisches Alphabet neben anderen Schriftsystemen

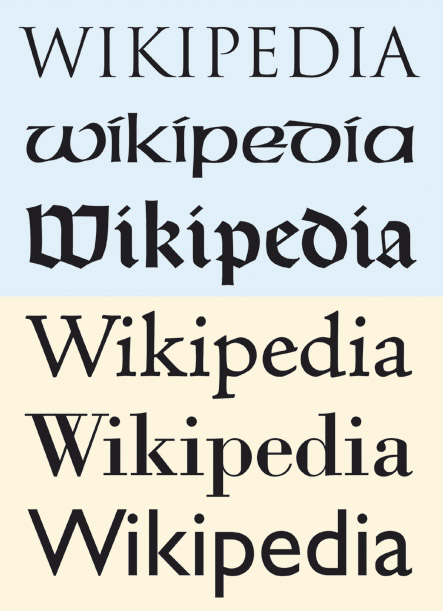
Schriftentwicklung von der Zeit des Römischen Reiches bis heute:
• Capitalis monumentalis
• Unzialschrift
• Rotunda
• Renaissance-Antiqua
• Klassizistische Antiqua
• Grotesk

Der Artikel Geschichte der Typografie bietet eine chronologische Übersicht über die Entwicklung der Typografie der lateinischen Schriften. Das lateinische Alphabet wird in den meisten Ländern der Welt genutzt, nur in Asien dominieren andere Schriften.
Im Mittelpunkt der westlichen Typografiegeschichte steht die historische Herausbildung der unterschiedlichen Druckschriften (Antiqua, Grotesk, Displayschriften) bis hin zur heutigen Typografie im Internet (Webtypografie). Zur Geschichte der Typografie gehören auch technische Innovationen (Buchdruck, Blei-, Maschinen- und Fotosatz, Desktop-Publishing) sowie die Herausbildung typografischer Konventionen und Maßsysteme.

## Vorgeschichte: Handschriften
In der Antike und im Mittelalter wurden Dokumente und Bücher von Hand geschrieben. Die Handschriften vor der Erfindung des Buchdrucks zählen definitionsgemäß nicht zur Typografie, sie repräsentieren jedoch ihre Vorgeschichte (siehe auch Lateinische Paläografie). Die heutigen Großbuchstaben (Majuskeln) stammen aus der Antike, die heutigen Kleinbuchstaben (Minuskeln) aus dem Mittelalter. Die wichtigsten Formen der Schrift in diesem Zeitraum werden nachfolgend aufgeführt. Am Ende des Mittelalters wurde die Majuskelschrift aus der Antike mit der mittelalterlichen Minuskelschrift zur heutigen Schreibweise mit Groß- und Kleinbuchstaben zusammengeführt. Einige der heutigen Schriftarten ahmen alte Schriftarten aus der Antike und dem Mittelalter nach. Sie dienen dazu, historische Epochen typografisch in Szene zu setzen.

### Römische Capitalis
Über Etrusker und Griechen gelangten die Vorformen des heutigen lateinischen Alphabets im Verlauf des ersten Jahrtausends v. Chr. zu den Römern. Das römische Alphabet entsprach bereits weitgehend dem heute verwendeten. Allerdings war es ein reines Großbuchstaben-Alphabet. Als Hochschrift des Römischen Reiches gilt heute die Capitalis monumentalis, eine Monumentalschrift mit Serifen. Das bekannteste historische Dokument in dieser Schrift sind die Inschriften der 113 n. Chr. errichteten Trajanssäule. Neben den vor allem in Stein gehauenen Monumentalschriften gab es auch informellere Schriftvarianten wie etwa die Capitalis quadrata, die Capitalis rustica sowie die ältere römische Kursive und die jüngere römische Kursive. Neben der Verwendung als Buchschrift dienten sie vor allem dazu, den informellen, alltäglichen Schriftverkehr zu bewältigen.

### Unzialschriften

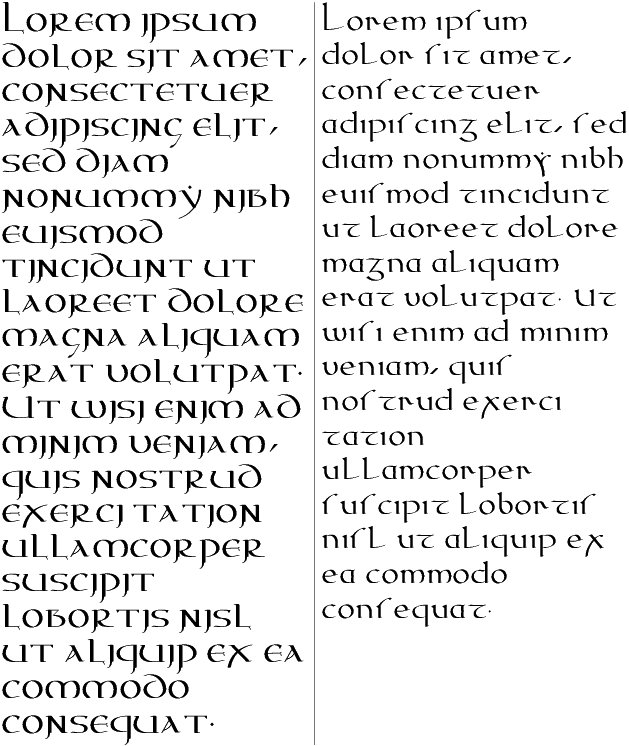
Unzialschrift und Halbunzialen

Auch im Römischen Reich unterlagen die Schriften einem langsamen Veränderungsprozess. Die Schriftkultur der Spätantike und des Frühmittelalters war von der Unzialschrift und der Halbunzialen geprägt. Deren Herkunft leitete sich von den informelleren Schreibvarianten der römischen Schrift ab (ältere römische Kursive, jüngere römische Kursive). Im angelsächsischen Bereich wurden für einzelne Laute auch Zeichen aus Runenschriften ergänzt (thorn für th). Die Unzialschrift hat ein Großbuchstaben-Alphabet; die seit dem 3. Jahrhundert verwendete Halbunziale benutzt auch Ober- und Unterlängen, um Buchstaben zu unterscheiden, und besitzt deshalb ein Kleinbuchstaben-Alphabet.
Neben der Unziale und der Halbunziale entwickelten sich aus den römischen Kursiven eine Reihe regionaler Schriftformen. Da sie vor allem lokale Bedeutung genossen, werden sie auch unter dem Oberbegriff Nationalschriften zusammengefasst, wobei ihr Gebrauch nicht ethnisch oder politisch bestimmt ist, sondern vorrangig geografischen Bezug hat. Entwicklungshistorisch sind die Schriften des Frühmittelalters die unmittelbaren Vorläufer der karolingischen Minuskel.
Die Unziale findet bis heute gern in christlichen Kontexten Verwendung, etwa für Inschriften in Kirchen oder auf Grabsteinen. Moderne Nachinterpretationen der Unzialschrift wie zum Beispiel die American Uncial finden sich im Fantasy-Bereich oder auch in der Esoterik-Szene. Ein bekanntes Einsatzbeispiel ist etwa in der Verfilmung des Tolkien-Bestsellers Der Herr der Ringe zu sehen.

### Karolingische Minuskel

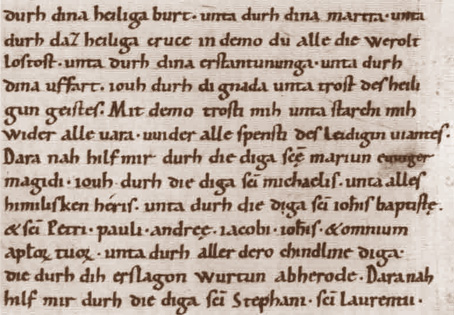
Otlohs Gebet in karolingischer Minuskel, 11. Jahrhundert

Mit Unterstützung der Karolinger, die seit Ende des 8. Jahrhunderts weite Teile Mitteleuropas beherrschten, verbreitete sich die karolingische Minuskel über ganz Europa. Auslöser für ihre flächendeckende Etablierung waren insbesondere die Bildungsreformen Karls des Großen (die sogenannte Karolingische Reform). Am spätesten drang die Schrift in Spanien (Westgotische Minuskel), Großbritannien (Insulare Schriften) und Süditalien (Beneventana, Curialisca) ein.
Die karolingische Minuskel ist das Vorbild für das Kleinbuchstaben-Alphabet in seiner heute noch gebräuchlichen Form. Die Abschriften antiker Autoren (beispielsweise Horaz, Vergil, Homer) in klösterlichen Scriptorien führte bei den Gelehrten der Renaissance zu der Annahme, es handle sich bei der karolingischen Minuskel um die originale Schrift der Antike. Ab dem 14. Jahrhundert entstand so auf Basis der karolingischen Schriften in Italien die humanistische Minuskel, die zur Vorlage der ersten Renaissance-Druckschriften (Venezianische Renaissance-Antiqua, ab etwa 1470) wurde. In Abgrenzung zu den zeitgenössischen hochmittelalterlichen Schriften (der Textura und der Rotunda) wurde diese Schriftneuschöpfung als „antik“ (lateinisch antiquus) bezeichnet, um sie so gegenüber den später entstandenen Schriften abzugrenzen. Hiervon leitet sich der Begriff „Antiqua“ ab.

### Gotische Schriften

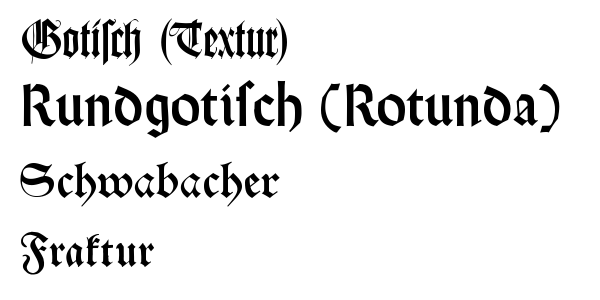
Gebrochene Schriften

Aus der spätkarolingischen Minuskel entwickelten sich im Hochmittelalter die Buchschriften der Gotik. Ihre zahlreichen Varianten zeichneten sich alle durch ein regelmäßiges, strenges, eng geschriebenes Schriftbild aus. Die Rundungen der Buchstaben wurden gebrochen, weshalb diese Schriften auch – insbesondere auch zwecks Unterscheidung zu den später entstandenen Antiqua-Schriften – als gebrochene Schriften bezeichnet werden. Das Hauptmerkmal der gotischen oder gebrochenen Schriften war ein enges, dunkles Schriftbild, das in seiner strukturartigen Form stark an gewebte Stoffe erinnert; daher leitet sich auch der Name Textura für die bekannteste Schrift dieser Epoche ab.
Parallel entwickelte sich in Italien, Spanien und in geringerem Maße in Deutschland eine alternative Form der gotischen Schrift: die Rotunda oder Rundgotische. Bei der rundgotischen Schrift sind die Formen weiter und die Buchstaben besitzen statt der harten Winkel Rundungen. Dies machte die Schrift lesbarer. Beide Schriftarten wurden von den frühen Druckern der sogenannten Inkunabelzeit übernommen. Bis Mitte des 16. Jahrhunderts wurden sie allerdings weitestgehend von anderen Schriften verdrängt.
Eine weitere Entwicklung der hochmittelalterlichen Gotik waren Vorformen der heutigen Kursivschriften. Schräg geschriebene (also: kursive) Schriften wurden dem Gebrauch in Büchern angepasst und so zu den sogenannten Bastarda-Schriften weiterentwickelt. In Mitteleuropa bildete sich als Weiterführung der Textura zum Ende des Mittelalters die Fraktur heraus. Die zu Beginn des 16. Jahrhunderts entstehenden Frakturschriften waren erfolgreich und lieferten auch die Vorbilder für die Schriftentwürfe von Albrecht Dürer und Johann Schönsperger. Eine derbe, volkstümliche Fortentwicklung der Textura ist die Schwabacher, die ebenfalls zu Beginn des 16. Jahrhunderts entstand. Zusammen mit der Fraktur bestimmte sie das Druckbild in Deutschland bis hinein ins 20. Jahrhundert. In den Ländern um das Mittelmeer, dem Hauptverbreitungsgebiet der Rotunda, setzen sich hingegen die Antiqua-Schriften durch.

## Geschichte der europäischen Druckschriften bis zum 19. Jahrhundert

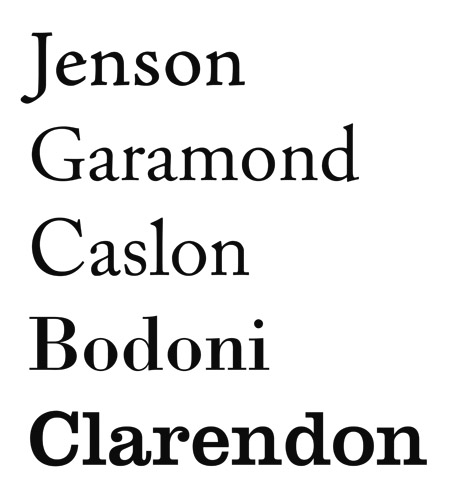
Antiqua-Modelle:
• Venezianische Renaissance
• Französische Renaissance
• Barock-Antiqua
• Klassizistische Antiqua
• Serifenverstärkte Antiqua

Anders als die bislang beschriebenen historischen Schrifttypen sind die ab der frühen Neuzeit entwickelten Schriften keine geschriebenen Schriften, sondern Druckschriften. Das Hauptmodell für weite Teile Europas, die ab circa 1450 aufkommende Antiqua, bildet bis auf den heutigen Tag die Grundlage aktuell verwendeter Lateinschriften. Im Jahr 1708 wurde die kyrillische Schrift durch die Einführung der Bürgerlichen Schrift an die Antiqua angepasst. Die Feinausgestaltung der Antiquaschriften durchlief seit der Renaissance-Ära mehrere Entwicklungsstadien. Die Schriftklassifikation unterteilt diese in die Hauptgruppen Renaissance-Antiqua, Barock-Antiqua und klassizistische Antiqua. Ab dem 19. Jahrhundert kamen als weitere Schrifttypen die serifenbetonte Linear-Antiqua sowie die serifenlose Groteskschrift hinzu.

### Entstehung der Antiqua
Im Zuge der Frührenaissance erwachte auch das Interesse an den Schriftformen der Antike neu. Mittelpunkt der Entwicklung war Italien. Anders als im Norden hatte sich hier früh das gemäßigt gotische Modell der Rotunda etabliert. Gutenbergs 42-zeilige Bibel von 1455 hatte noch die besten gotischen Handschriften zum Vorbild. Bereits zehn Jahre später erkannten deutsche Druckmeister in Subiaco (Italien) sowie venezianische Nachfolger wie Nicolas Jenson und Aldus Manutius, dass die neue Technik auch eine andere Formgestaltung ermöglichte. Nach dem Vorbild italienischer Humanistenhandschriften vereinigten sie die „überarbeiteten“ Kleinbuchstaben der karolingischen Minuskel mit den Großbuchstaben der römischen Capitalis. Dadurch entstand eine Zweialphabetschrift, die sich von den gebrochenen Schriften des Hochmittelalters klar abhob – die sogenannte „Antiqua“.
Das Bild der ersten Antiquaschriften war noch stark von mittelalterlichen, gotischen Elementen geprägt. Auch die Entwicklung hin zur heute gebräuchlichen Groß- und Kleinschreibung vollzog sich erst langsam im Lauf der folgenden Jahrhunderte und von Land zu Land verschieden. Zusätzlich integrierten die Schriftentwerfer und Stempelschneider der Renaissance zwei weitere Zeichen-Komponenten in ihre zeitgenössischen Schriften: zum einen das arabische, ursprünglich aus dem indischen Raum stammende Ziffernsystem, zum zweiten Kursivschriften. Bei Letzteren handelte es sich um Bastarda-Varianten, welche einige Schreibmeister des ausgehenden 15. Jahrhunderts an das Erscheinungsbild der Antiqua anglichen. Die auch als „Italics“ bezeichneten Antiqua-Kursiven entwickelten sich erst im Verlauf der folgenden Jahrhunderte zu integrierten Schriftschnitten kompletter Schriftfamilien.

### Renaissance (1400 bis 1600)
Die Renaissance-Antiqua (andere Bezeichnungen: Old Style-Antiqua oder auch ältere Antiqua) lässt sich in zwei stilistisch klar voneinander abgrenzbare Gruppen aufgliedern: die Venezianische Renaissance-Antiqua und die Französische Renaissance-Antiqua.

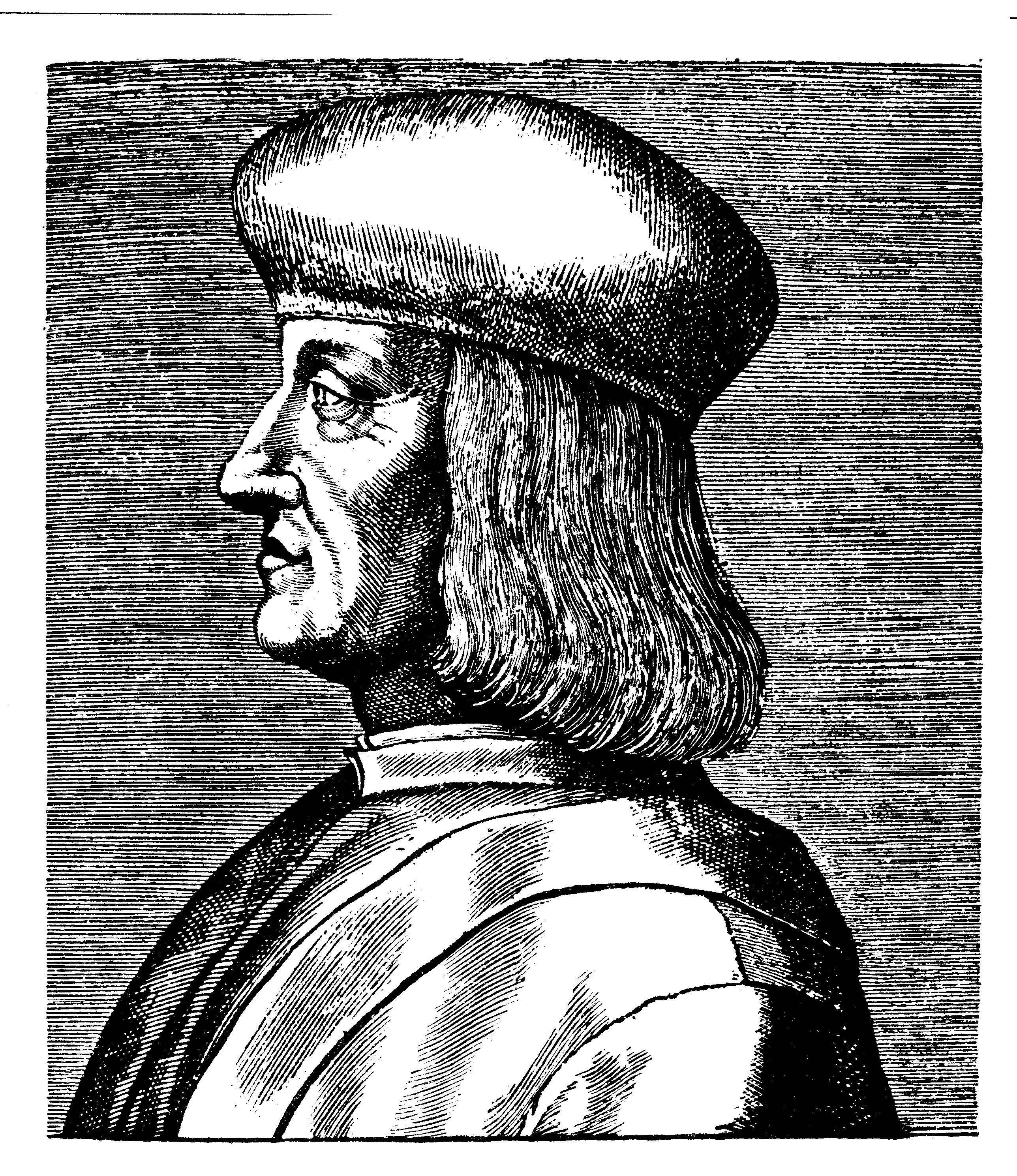
Aldus Manutius

Bei der venezianischen Renaissance-Antiqua, deren Stilmerkmale sich ungefähr zwischen 1455 und 1485 entwickelten, ist die Ableitung von spätmittelalterlichen Rotunda- und Bastarda-Schriften noch mehr oder weniger stark zu erkennen. Bekanntestes Exponat dieser Gruppe ist die von Nicolas Jenson um 1470 geschaffene Jenson Antiqua; eine zeitgemäße Interpretation ist die 1996 entstandene Adobe Jenson von Robert Slimbach. Die Strichstärken dieses Typs sind relativ einheitlich. Die kalligrafische Zeichnungsweise tritt klar hervor. Anders als spätere Antiquaschriften erwecken Frühantiquas dieses Typs einen mehr oder weniger stark ausgeprägten historisierenden, spätmittelalterlichen Eindruck und kommen daher im heutigen Satz eher seltener zum Einsatz.
Ihre heute noch gültige, klassische Form erreichte die Antiqua mit dem venezianischen Verleger Aldus Manutius und seinem Stempelschneider Francesco Griffo. Die nach einem zeitgenössischen Kardinal benannte und um das Jahr 1495 entstandene Bembo gilt als der Prototyp dieser Phase. Vor allem im Buchsatz kommt sie bis heute regelmäßig zur Anwendung. Eine weitere Innovation von Griffo war die Entwicklung der Kursivschrift. Insgesamt werden die zwischen Ende des 15. und Anfang des 16. Jahrhunderts geschaffenen Schriften, obwohl großteils in Italien entstanden, bereits dem Modell der Französischen Renaissanceantiqua zugerechnet. Einige Schrifthistoriker bezeichnen die italienischen Schriften der Frühneuzeit auch als „Aldinen“ – als Abgrenzungsbegriff zu den im 16. Jahrhundert entstandenen Typ der Garalden, welcher die Schriften aus der Ära Claude Garamonds charakterisiert.

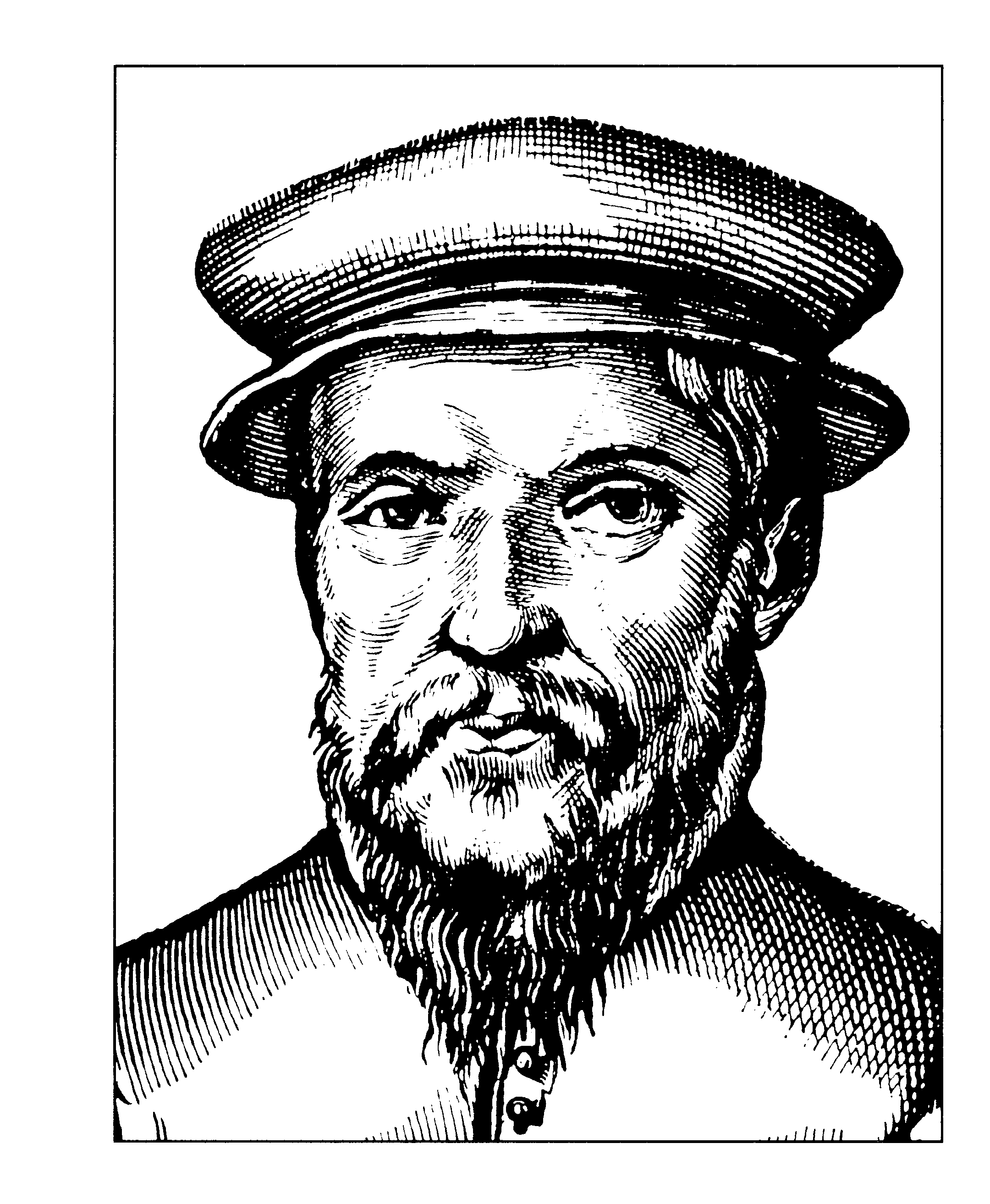
Claude Garamond

Der Pariser Stempelschneider Claude Garamond (1499 bis 1561) gilt heute als bekanntester Vertreter der französischen Renaissance-Antiqua. Bis zum Jahr 1600 war die von ihm entworfene Schrift zur vorherrschenden Buchschrift in Europa geworden. Sie zeichnet sich durch ein ruhiges, harmonisches und helles Schriftbild aus und hat ausgeprägte Ober- und Unterlängen. Wegen ihrer formalen Qualitäten und guten Lesbarkeit wird sie auch heute noch oft verwendet und in unterschiedlichen Nachschnitten von zahlreichen Schriftherstellern angeboten. Ein Zeitgenosse Garamonds war der in Lyon ansässige Stempelschneider Robert Granjon (1513 bis 1589). In Anlehnung an historische Schreibschriften versuchte Granjon unter anderem das ambitionierte Schriftprojekt Lettre de Civilité. Die als neue französische Allgemeinschrift geplante Civilité scheiterte allerdings aufgrund mangelnder Akzeptanz.

### Barock (1600 bis 1760)

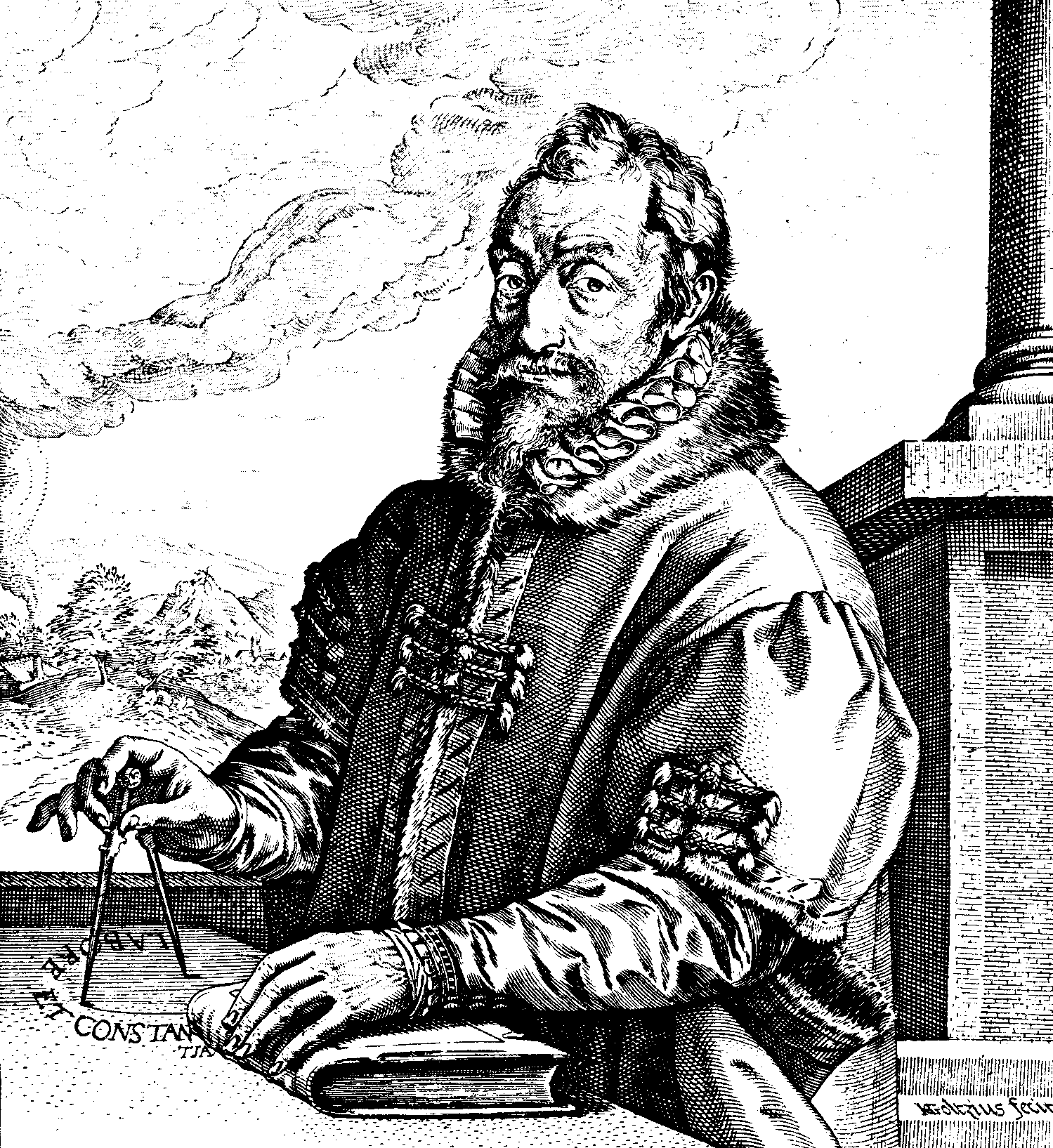
Christoffel Plantijn

Zu Beginn des 17. Jahrhunderts verlagerte sich das Zentrum der Schriftentwicklung zunehmend in die Niederlande. Maßgebliche Initiatoren waren die beiden Kaufleute und Verleger Christoffel Plantijn (1520 bis 1589) sowie der 1540 geborene Louis Elzevir. Der in Antwerpen ansässige Plantijn besorgte sich zahlreiche Matrizen und Vorlagen aus der Hinterlassenschaft Garamonds; angestellt war bei ihm unter anderem der französische Stempelschneider Jakob Sabon (oder Jacques Sabon; * 1535, † zwischen 1580 und 1590). Für das von Elzevir gegründete Unternehmen in Leiden (später: Den Haag) arbeitete unter anderem Christoffel van Dijck (1601 bis 1699), einer der bedeutendsten Stempelschneider seiner Epoche. Weitere maßgebliche Schriftentwerfer des 17. Jahrhunderts sind der Deutsche Anton Janson sowie der Ungar Mikolós Tótfalusi Kis (auch Miklós Tótfalusi Kis oder Nicholas Kisz; 1650–1702). Für das 18. Jahrhundert ist schließlich der Nürnberger Johann Michael Fleischmann (1701–1768) aufzuführen, der zeitweilig ebenfalls in den Niederlanden tätig war.

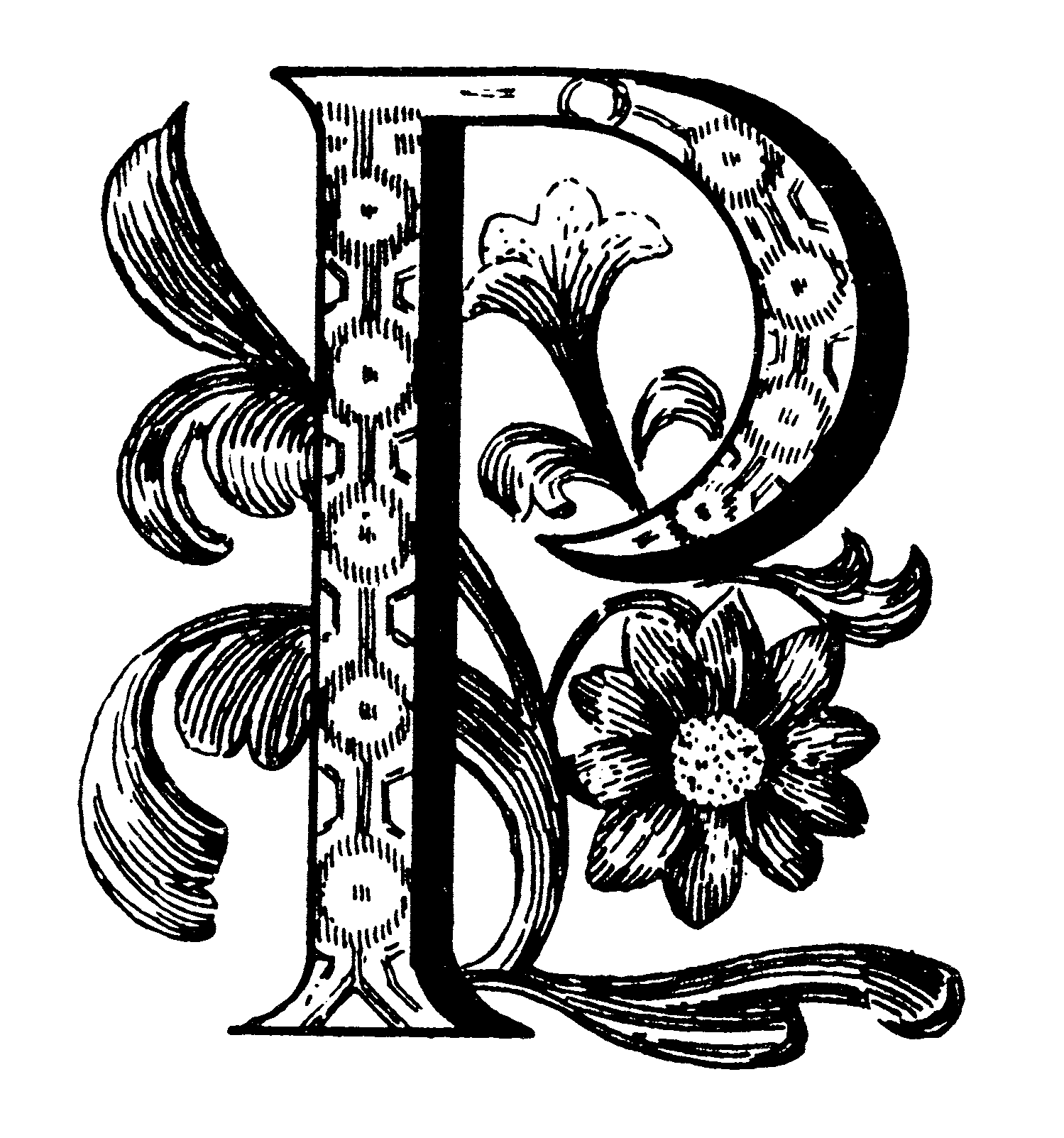
Schmuck-Initiale, Frankreich, 17. Jahrhundert

Allgemein vollzog sich der Übergang zwischen den Schriften Garamonds und den holländischen Antiquaschriften langsam und kontinuierlich – weswegen die Schriften dieser Epoche auch als Übergangsantiqua bezeichnet werden. Die niederländischen Schriften wirkten einfach, oft derb-robust und erwiesen sich vor allem als gebrauchstüchtig. Digitale Nachschnitte der Schriften von Janson, Van Dijck, Kisz und Fleischmann kommen im Buchsatz ebenfalls nach wie vor regelmäßig zur Anwendung. Die Plantin, eine Reminiszenz an die niederländischen Barockschriften von dem US-amerikanischen Schriftentwerfer Frank Hinman Pierpont (1860–1937) aus dem Jahr 1913, diente schließlich als Vorlage beim Entwurf der wohl bekanntesten Barockantiqua überhaupt – der 1931 bis 1935 entstandenen Times.
Im Vergleich zu den älteren Renaissance-Antiquaschriften wirken die niederländischen und britischen Übergangsantiqua des 17. und 18. Jahrhunderts zum einen nüchterner. Zum anderen nimmt der Kontrast zwischen kräftigen und feinen Strichen (Strichstärkenkontrast) allmählich zu. Ein wesentlicher Grund für diese Entwicklung: Anders als bei den mit der Breitfeder gezeichneten Schriftentwürfen des 16. Jahrhunderts ließen sich die Schriftgestalter des 17. und 18. Jahrhunderts immer stärker von den präzisen Formen zeitgenössischer Kupferstiche inspirieren.
Formal zum Abschluss gebracht wird die Barock- oder Übergangsphase der Antiqua durch die britischen Schriften des 18. Jahrhunderts. Anfangs orientierten sich deren Gestalter stark an holländischen Vorbildern. Bekanntester Schriftentwerfer dieser Epoche war William Caslon. Stilistisch gesehen brachten Caslons Schriften wenig Innovationen. Dafür waren sie beliebt und schließlich so verbreitet, dass sie sowohl beim britischen Königshaus Anwendung fanden als auch bei der Abfassung und Verbreitung der US-amerikanischen Unabhängigkeitserklärung. Caslons Epigone war der britische Drucker und Stempelschneider John Baskerville. Im Unterschied zu Caslon galt Baskerville als Perfektionist; seine kontraststarken, stark vom Kupferstich geprägten Schriften wie die Baskerville beeinflussten schließlich auch die klassizistischen Schriftentwerfer stark.

### Klassizismus (1760 bis 1830)
Im Klassizismus erreichte die Entwicklung der Antiqua ihren vorläufigen Endpunkt. Die Buchstaben wurden aufgrund der technischen Weiterentwicklung immer kontrastreicher, die Serifen immer zarter. Schriften wurden mit Lineal und Zirkel konstruiert, um dem Ideal von Klarheit und Norm zu genügen. Aufgrund dessen sind sie aber auch wesentlich schwerer zu lesen als ihre Vorgänger aus der Renaissance und dem Barock. Blocksatz und Mittelachse blieben als Formen der Typografie weiterhin erhalten. Aufgabe der Typografen war die Wahl einer passenden Schrift und die Strukturierung des Textes. Buchschmuck wurde sparsam eingesetzt. Üppig illustrierte Initialen wichen Initialen in der Grundschrift. Am Ende des Klassizismus tauchten die ersten Grotesk- und Egyptienne-Schriften auf. Eine weitere Innovation dieser Ära war schließlich die Etablierung des typografischen Punktsystems.

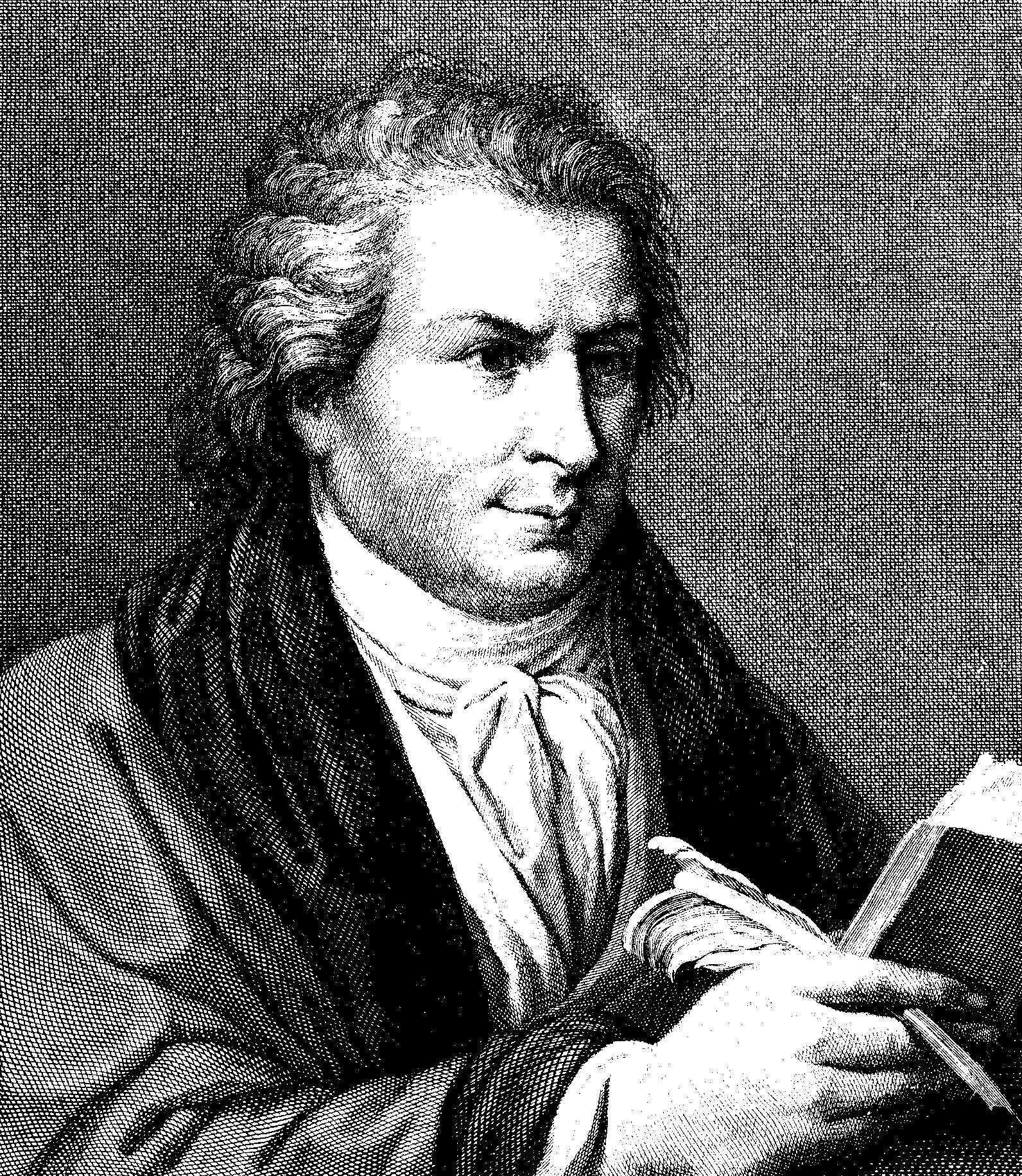
Giambattista Bodoni

Die bedeutendsten Schriftentwerfer der Epoche waren der Italiener Giambattista Bodoni, die französische Stempelschneiderfamilie Didot sowie der Deutsche Justus Erich Walbaum. Insbesondere Bodonis Schriften, dokumentiert in dem nach seinem Tod herausgegebenen Manuale Tipografico, gelten aufgrund ihrer Präzision und ihrer Eleganz als herausragend. Firmin Didots gleichnamige Didot hingegen wird wegen ihrer abgespeckt-kühlen, oft auch als kalt charakterisierten Präzision als die Schrift der französischen Aufklärung bezeichnet. Darüber hinaus dominierte das Familienunternehmen Didot mit seinen Schriften und Gestaltungen die französische Typografie bis weit ins 19. Jahrhundert. Die Walbaum, der dritte Prototyp der klassizistischen Ära, wird hingegen oft als gemütlich, negativ auch als biedermeierlich beschrieben. In Deutschland avancierte sie indes zur maßgeblichen Schrift der klassizistischen und romantischen Epoche.

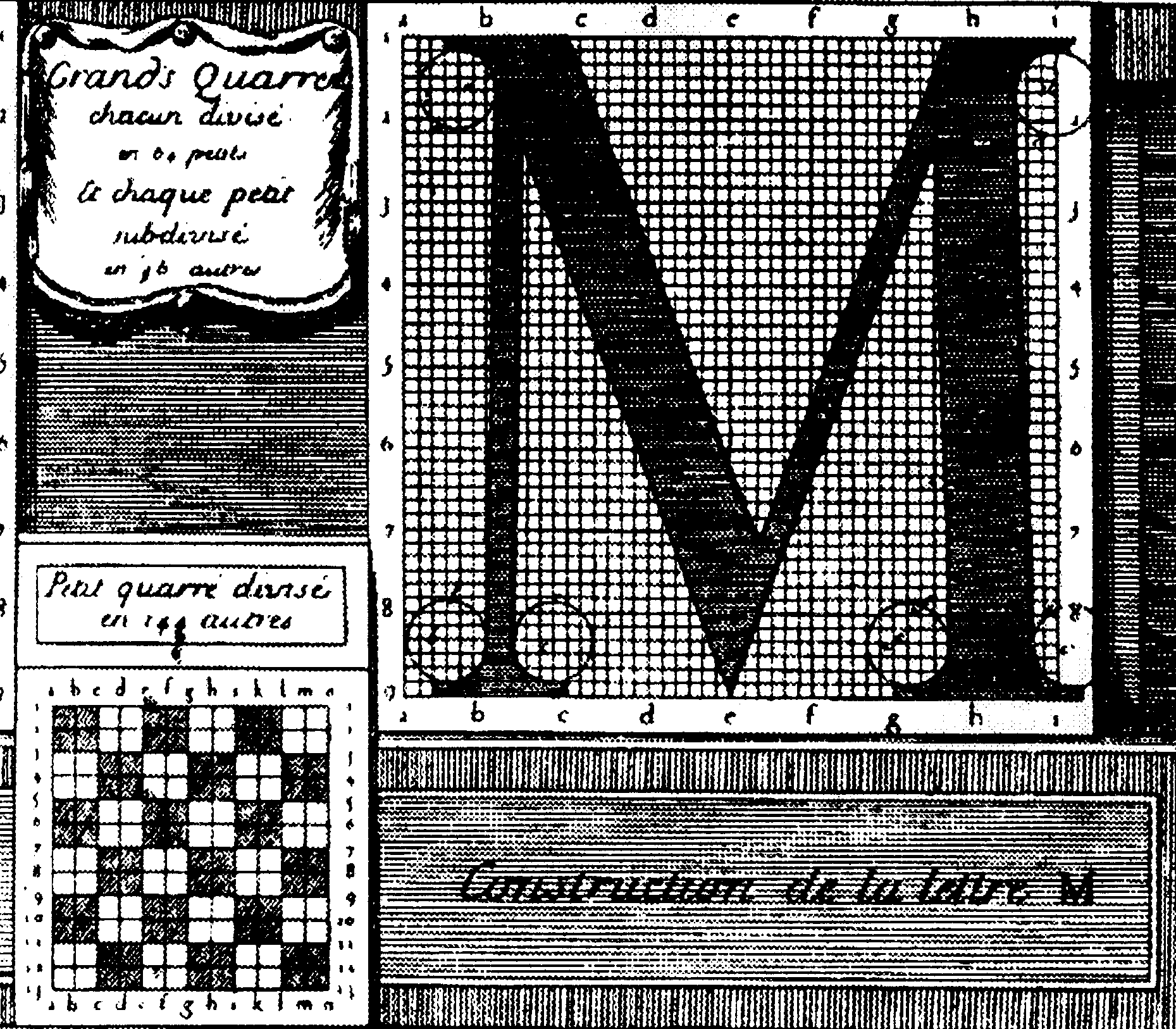
Buchstabenkonstruktion von Pierre Simon Fournier

Die Gestaltungsmerkmale klassizistischer Antiquaschriften wurden zu Anfang des 19. Jahrhunderts auch auf das Erscheinungsbild der Fraktur übertragen, die das typografische Erscheinungsbild in Deutschland weiterhin maßgeblich prägte. Neben Walbaum war an dieser stilistischen Erneuerung auch der Drucker Johann Friedrich Unger beteiligt. Walbaum Fraktur und Unger Fraktur entwickelten sich schließlich zu Vorbildern für weitere Frakturentwürfe der Wilhelminischen Ära, wie zum Beispiel die Fette Fraktur oder die 1911 entstandene Wilhelm Klingspor Gotisch. Auch bei anderen Schrifttypen wie zum Beispiel den aus den Kanzleischriften hervorgegangenen Schreibschriften wurden die klassizistischen Einflüsse immer unübersehbarer. In der ersten Hälfte des 19. Jahrhunderts tendierte die klassizistische Typografie immer stärker zu rein formalen und immer ausgeschmückteren Lösungen. Stilgeschichtlich mündete die klassizistische Phase der Typografie schließlich in den stark mit Pomp und Pathos aufgeladenen Historizismus der Viktorianischen Epoche.

### Die Ära der Industrialisierung (1830 bis 1890)
Das 19. Jahrhundert brachte stilistisch wenig grundlegende Innovationen. Die wesentliche Neuerung war das Aufkommen serifenverstärkter Schriften. Vorläufer waren sogenannte Egyptienne-Schriften, die bereits zu Anfang des 19. Jahrhunderts verstärkt zum Einsatz kamen. Ihr Name leitet sich vermutlich aus der Orientbegeisterung der napoleonischen Ära ab, die wiederum durch den Ägyptenfeldzug Napoleons ausgelöst worden war. Serifenverstärkte Schriften wie zum Beispiel die Clarendon aus dem Jahr 1845 hingegen waren in der Regel Zeitungsschriften, deren Serifen verstärkt wurden, damit sie im Druck nicht ausbrachen. Stilistisch wirkten die Serifenverstärkten der Jahrhundertmitte sehr robust und wiesen ansonsten meist mehr oder weniger starke klassizistische Gestaltungsmerkmale auf. In der Folgezeit änderte sich dies: Durch das Übertragen der Gestaltungsmittel Serifenverstärkung und Serifenanhängung auf immer mehr Schrifttypen bildete sich im Verlauf des 20. Jahrhunderts nach und nach eine eigenständige Zwischengruppe in sich recht heterogener Schriften heraus. Mittlerweile werden serifenverstärkte Antiqua-Schriften in den meisten aktuellen Schriftklassifizierungssystemen als eigenständige Gruppe geführt – neben den beiden anderen Hauptgruppen, den traditionellen Antiqua-Schriften und den serifenlosen Groteskschriften.
Innovativ war das 19. Jahrhundert vor allem in technischer Hinsicht. Maschinelle Fertigungsprozesse veränderten sowohl den Druck als auch die Illustrationsgrafiken. Das Bebildern von Drucksachen ließ sich erheblich standardisieren durch die von Alois Senefelder erfundene Technik der Lithografie. Eine weitere Erfindung war schließlich die Fotografie, deren Etablierung Ende des Jahrhunderts zu den ersten einfachen Rasterungs- und Reproduktionsverfahren führte. Für eine wachsende Nachfrage nach Druckprodukten sorgte die allmähliche Herausbildung einer modernen Massengesellschaft. Dies führte in der Buchgestaltung oftmals dazu, dass sich das Buch als Massenprodukt in seiner Typografie an den Handwerksstücken des Barock orientierte. Eine überreiche Ausstattung mit Zierelementen zeugt davon. Neben dem traditionellen Buchdruck entwickelten sich Ansätze einer Zeitungslandschaft sowie ein breiter Markt für Publikationen, Werbedrucke und Plakate jeglicher Couleur. Die Herausforderungen hatten sich gewandelt: Waren Druck und Typografie jahrhundertelang ein überschaubares Handwerk geblieben, hatten sie sich nunmehr den Herausforderungen einer industriell bestimmten Massengesellschaft zu stellen.

## Blei- und Fotosatz im 20. Jahrhundert

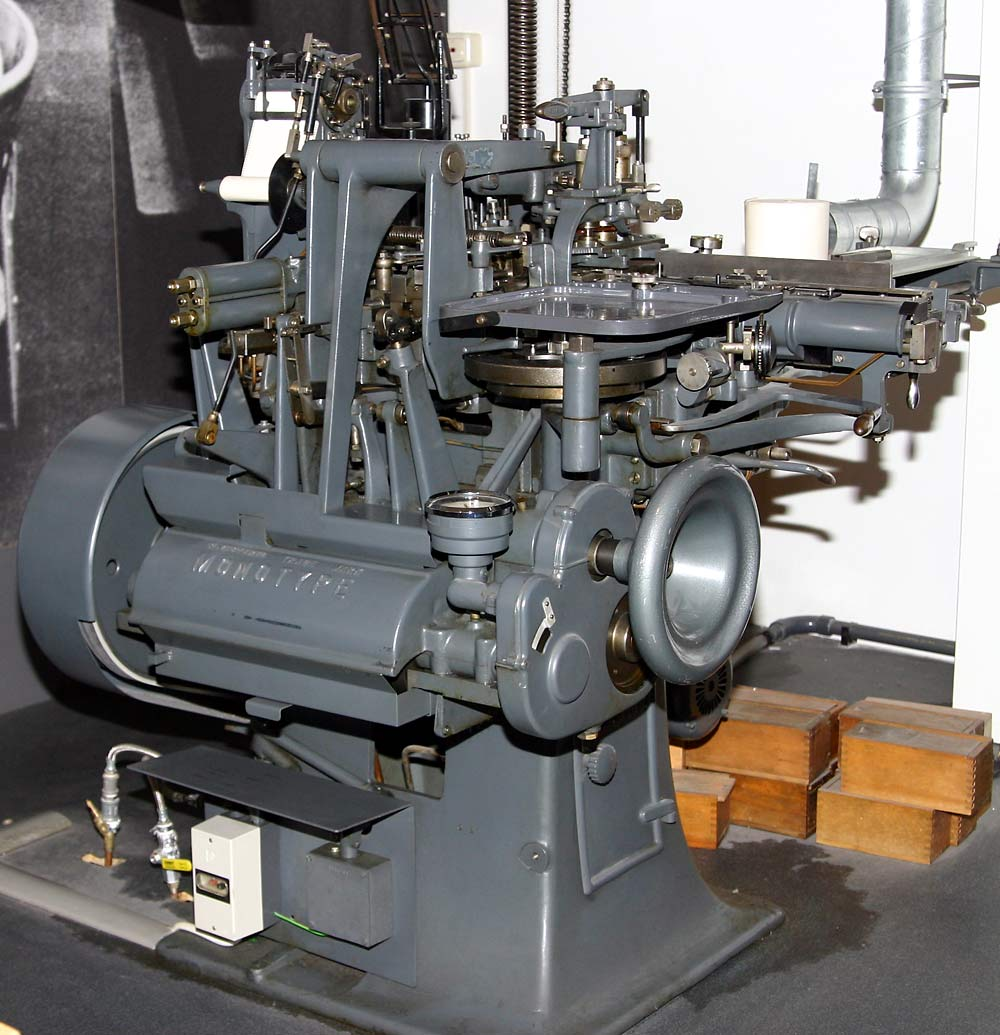
Monotype-Setzmaschine

Die rund 90 Jahre zwischen 1890 und 1980 prägen das Bild der Typografie bis in die Gegenwart hinein. Das Druckhandwerk wurde zur Industrie, und auch die Typografie wurde zu einem Teil davon. Sowohl stilistisch als auch technologisch verlief diese Epoche teilweise recht turbulent. Maßgeblich waren dabei folgende neuen Entwicklungen:
- Herstellung und Anwendung von Schriften wurden immer stärker von industriellen Fertigungsmethoden bestimmt. Wesentliche Stationen dieses Prozesses waren die Erfindung der Bleisatzmaschine durch Ottmar Mergenthaler (Linotype-Modell, 1886) und Tolbert Lanston (Monotype-Modell, 1887), einige Jahrzehnte später das Aufkommen des Fotosatzes. Folge: Erfassung und typografische Gestaltung des Textes ließ sich in immer stärkerem Maß über tastaturgesteuerte Mechanismen vornehmen anstatt von Hand.
- Ein Folgeaspekt des Industrialisierungsprozesses war die bis dahin ungekannte Anzahl und Verbreitung neuer Schriften. Ob digitale Varianten von Garamond und Bodoni oder neue, zeitgemäße Schriftentwürfe wie Futura, Times und Helvetica: Fast alle aktuell verwendeten Schriften stammen entweder aus der anschließenden und bis heute andauernden Computersatz-Ära oder basieren auf Entwürfen dieser Epoche. Grundlage war die Herausbildung großer Schriftgießereien und Schrifthersteller. Folge: Erfolgreiche Schriften konnten so rasch den Status einer Markenware erlangen – und waren damit wiederum in der Lage, ihrerseits Produkten oder Publikationen ein unverwechselbares „Branding“ zu verleihen.
- Neben der traditionellen Buchtypografie entwickelte sich das Grafikdesign als mehr oder weniger eigenständige Sparte. Das nicht spannungsfreie Wechselverhältnis dieser beiden Sparten bestimmte auch die stilistische Entwicklung der Typografie des 20. Jahrhunderts nicht unmaßgeblich mit.

### Jugendstil und Neue Buchkunst

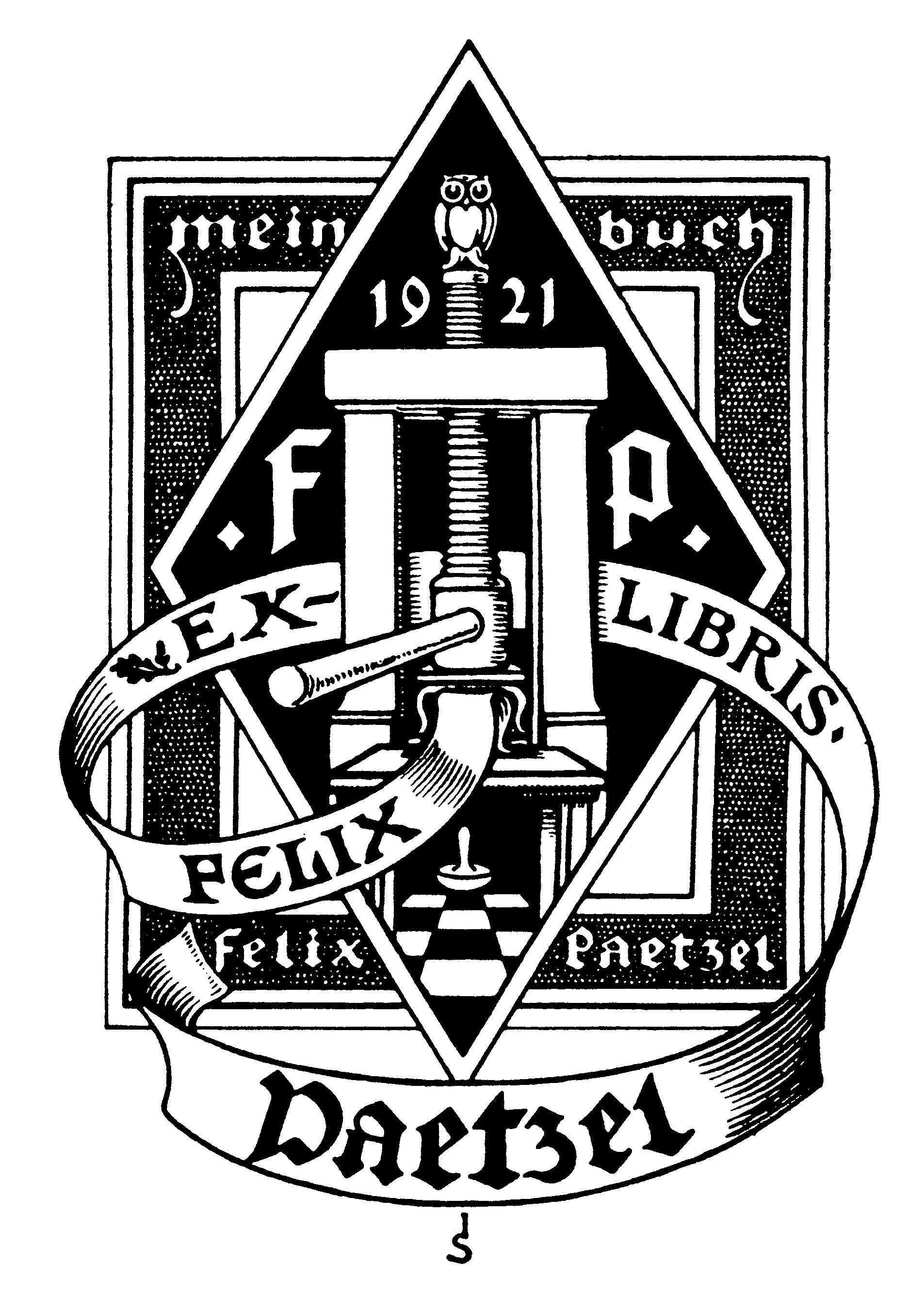
Exlibris, 1921

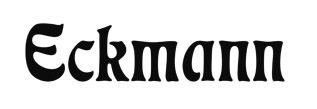
Eckmann, 1901

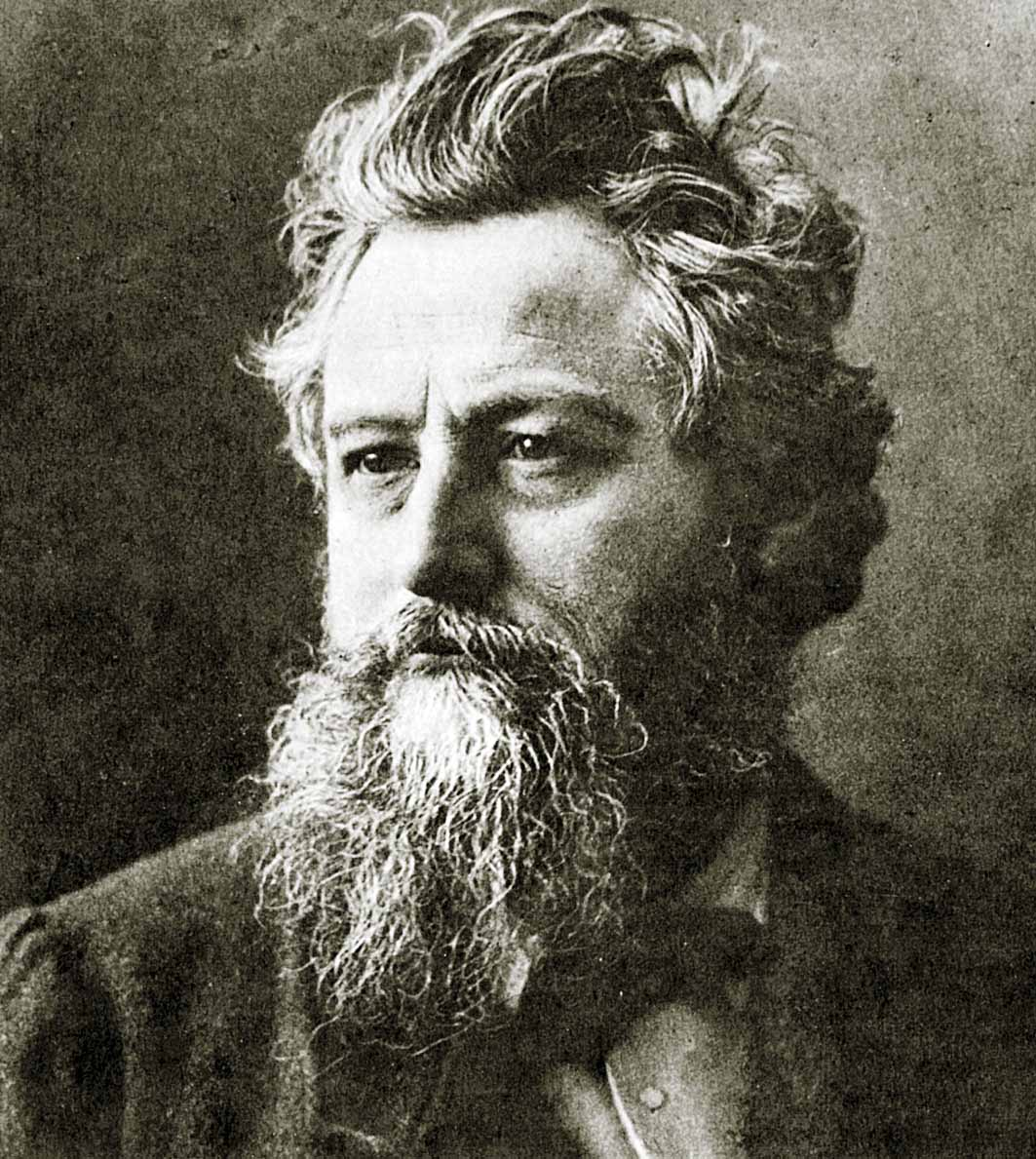
William Morris

Die modernen Kunststile seit dem Impressionismus fanden auch in der Grafik und der Typografie ihren Widerhall. Populär wurde ab 1890 der Jugendstil. Seine floralen Zierelemente, die geschwungenen Formen sowie die grafikbetonte Ausführung inspirierten auch die Schriftentwerfer der Jahrhundertwende. Eine bekannte Jugendstil-Schrift war die Eckmann, entworfen vom Grafiker Otto Eckmann; darüber hinaus äußerte sich der Jugendstil-Einfluss auch in zahlreichen Buchillustrationen und Exlibris-Gestaltungen.
Insgesamt machte sich um die Jahrhundertwende eine Rückbesinnung zu den Wurzeln der Buchkunst immer stärker bemerkbar. Angestoßen wurde diese von dem britischen Typografen, Sozialisten und Kleinpressen-Verleger William Morris sowie von dem sich auf ihn berufenden Arts and Crafts Movement. Im Wesentlichen initiierte diese Bewegung drei Dinge: eine Rückbesinnung auf die Antiqua-Modelle der Renaissance, Klarheit und Einfachheit in der Buchillustration sowie überschaubare handwerkliche Prozesse bei der Erstellung von Drucksachen. Eine unmittelbare Folge des Arts and Crafts-Bewegung war die Entstehung einer Kleinpressenbewegung, die mehr oder weniger den Morris’schen Idealen verpflichtet war und deren Überbleibsel teilweise bis in die Gegenwart herüberragen. Ein etablierter Treffpunkt dieser Szene in Deutschland ist etwa die Mainzer Minipressen-Messe, die aktuell im zweijährlichen Turnus stattfindet.
Stark vom Arts and Crafts-Movement beeinflusst war insbesondere die Strömung der Neuen Buchkunst, die sich im Jahrzehnt vor dem Ersten Weltkrieg herauszubilden begann. Die jungen Schriftentwerfer der Vorkriegszeit, darunter Fritz Helmuth Ehmcke und Friedrich Wilhelm Kleukens, verwarfen sowohl den typografischen Spätklassizismus als auch den Zierrat des populären Jugendstils. Neues Ideal wurde eine aufgeräumte, schnörkellose und stark den Ideen der Renaissance verpflichtete Buchtypografie. Walter Tiemann in Leipzig, F. H. Ernst Schneidler in Stuttgart und Rudolf Koch in Offenbach waren als Ausbilder die maßgeblichen Mentoren dieser Form der Typografie. Im Buchsatz blieb sie bis weit nach dem Zweiten Weltkrieg bestimmend.
Siehe auch: Buchkunstbewegung

### Etablierung der Groteskschriften
Der Beginn des 20. Jahrhunderts war auch die Geburtsstunde des bis heute letzten wichtigen Schrifttyps, der serifenlosen Grotesk. Ihr Ursprung lässt sich zwar bis zum Ende des 18. Jahrhunderts zurückverfolgen, flächendeckend eingesetzt wurden Groteskschriften jedoch erst seit dem Aufkommen der Werbung. Dass der neue Schrifttyp auf viele Zeitgenossen polarisierend wirkte, stellt insbesondere die noch aus dem frühen 19. Jahrhundert stammende Bezeichnung „Grotesk“ unter Beweis. Zwei frühe Grotesk-Modelle waren die von der Berliner Schriftgießerei Berthold in Serie gegebene Akzidenz Grotesk von 1904 sowie die US-amerikanische Franklin Gothic von Morris Fuller Benton.
Ähnlich wie bei den Antiqua-Schriften entwickelten sich auch bei der Grotesk mit der Zeit unterschiedliche Design-Richtungen:

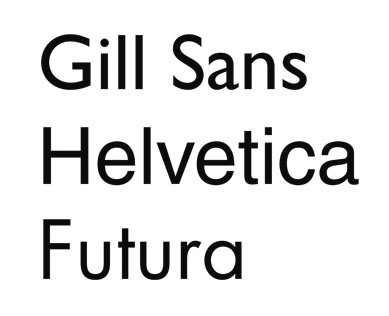
Drei Typen der Groteskschrift:
• Gill Sans (humanistisch)
• Helvetica (klassizistisch)
• Futura (geometrisch)

- eine von der Renaissance-Antiqua abgeleitete Schule. Hauptmerkmal dieser Gestaltungsschule sind kalligrafische, meist freiere Gestaltungsmethoden sowie leicht variierende Strichstärken. Populär wurde dieser Typ der Grotesk vor allem durch Edward Johnston (Johnston Sans), den Gestalter der Londoner U-Bahn-Beschilderung sowie die Gill Sans von Eric Gill, die Ende der 1920er Jahre erschien. Auf lange Sicht entwickelte sich dieser auch als „humanistisch“ bezeichnete Typ zum erfolgreichsten und am häufigsten angewandten Modell.
- eine stark an der klassizistischen Formenlehre orientierten Schule. Zu ihr zählen neben den beiden erwähnten Schriften vor allem die Helvetica, die Arial und die Univers. In seiner reinsten Form ist dieser Gestaltungsstil bei den drei letzten Schriften zu beobachten; zeitlich gesehen überschneidet er sich stark mit der zeitweiligen Dominanz helvetischer Gestaltungskonzepte in den 1950er und 1960er Jahren. Als gemäßigte Form dieser Richtung gilt die Amerikanische Grotesk wie zum Beispiel die Franklin Gothic.
- eine geometrisch-konstruktivistische Schule. Sie hatte ihre Höhepunkte vor allem im Umfeld der Elementaren Typografie in den 1920er Jahren. Bekannteste Vertreterin dieser Richtung ist die Futura von Paul Renner sowie die auch als Bauhaus bekannte Universalschrift des Bauhaus-Typografen Herbert Bayer. Spätere Reminiszenzen wie etwa die Avant Garde aus dem Jahr 1970 spielten vor allem in der Zeitgeist- und Modetypografie eine Rolle. Als Stilzitat gern verwendet werden geometrische Konstruktionselemente darüber hinaus auch in postmodernen Schriften.

Vor allem in der Werbung wurde der neue Schrifttyp rasch populär. Im weiteren Verlauf des 20. Jahrhunderts setzten sich Groteskschriften immer stärker durch und gelten heute – neben den Antiqua-Schriften mit normalen und mit verstärkten Serifen – als dritter Grundtyp im Bereich der Textschriften.

### Avantgarde und Elementare Typografie
Stark verwendet wurden die neuen Groteskschriften vor allem im Rahmen der Elementaren Typografie ab Mitte der 1920er Jahre. Die Elementare oder auch Neue Typografie war den Konzepten des Bauhauses stark verbunden. Ihre Ursprünge lassen sich vor allem auf Strömungen der zeitgenössischen Avantgarde zurückführen. Die zeitgenössischen Kunstrichtungen Expressionismus, Dadaismus sowie der russische Konstruktivismus beeinflussten auch die Typografie nach dem Ersten Weltkrieg recht stark. Der Einfluss des Expressionismus machte sich vor allem in der Buchgestaltung bemerkbar. Er inspirierte teilweise auch das Schaffen traditionsverbundener Schriftgestalter wie zum Beispiel die Offenbacher Schule um Rudolf Koch. Dadaismus und Konstruktivismus hingegen hinterließen ihre Spuren vor allem in der Grafik-Kunst, in Gebrauchsdrucksachen, politischen Aufrufen und schließlich der Plakatgestaltung. Zu erwähnen sind hier die beiden Grafikkünstler Kurt Schwitters und John Heartfield.
Vom Konstruktivismus beeinflusst war darüber hinaus die niederländische Grafikgruppe De Stijl (Theo van Doesburg) sowie das 1919 von dem Architekten Walter Gropius gegründete Bauhaus. Das Bauhaus vereinte unterschiedliche Ansätze aus Architektur, Industriedesign, Kunst, Grafikdesign und Typografie zu einem betont modernistischen Ansatz. Seit ihrer Gründung war die Institution umstritten. Fortwährende Angriffe der politischen Rechten führten 1925 zum Umzug von Weimar nach Dessau, 1932 schließlich zur erneuten Umsiedlung nach Berlin. Wesentlich geprägt wurde das grafische Konzept des Bauhauses von dem gebürtigen Ungarn Lázló Moholy-Nagy sowie den Grafikern Joost Schmidt, Josef Albers und Herbert Bayer. Bayer entwarf Mitte der Zwanziger die später als Bauhaus bekannte Universalschrift.
Die Neue Typografie entwickelte sich während der 1920er und frühen 1930er Jahre zu einer ebenso einflussreichen wie polarisierenden Strömung. Wesentliche Gestaltungselemente waren Groteskschriften, geometrische Formen, der kollagehafte Einsatz von Fotoelementen, Layoutraster sowie die Propagierung der radikalen kleinschrift, die 1925 auch in den Bauhaus-Publikationen eingeführt worden war. Zum Wortführer und Theoretiker der Elementaren Typografie avancierte Jan Tschichold; stark von ihren Gestaltungskonzepten beeinflusst ist auch die 1928 entstandene Futura von Paul Renner, die sich aus dem Umfeld des Neuen Frankfurt zu einer der meistverkauften Schriften aller Zeiten entwickelte. Zwangsweise beendet wurde das Intermezzo der typografischen Moderne durch die Machtergreifung der Nationalsozialisten 1933. Eine Reihe Grafikkünstler und Schriftentwerfer, darunter auch Jan Tschichold und Herbert Bayer, gingen aus politischen und existenziellen Gründen ins Exil. Andere waren aufgrund der zunehmenden rassistischen Repressalien zur Flucht genötigt; wieder andere, wie etwa Paul Renner, mussten erhebliche berufliche Einschränkungen hinnehmen oder wählten von sich aus den Weg der Anpassung. In der Epoche der Weimarer Republik war die Erklärung, sich einer bestimmten typografischen Schule zugehörig zu fühlen, oft verbunden mit dem Ansatz, den Menschen mit den Mitteln der eigenen Typografie zu beeinflussen. Der Fraktur-Antiquastreit erlebte in den 1920er Jahren einen ersten Höhepunkt.

### Die konservative Ära der Dreißiger

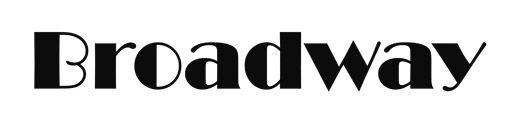
Originalschrift der Art-Déco-Ära: Broadway

International war die Dekade der Dreißiger vorwiegend von konservativen sowie gemäßigt modernen Ansätzen geprägt. In der Buchgestaltung hatte sich die Neue Buchkunst zum internationalen Standard entwickelt. In der Werbung sowie in der Plakatkunst hingegen machte sich der Einfluss des Art Déco immer stärker bemerkbar. Der Art déco griff das Dekorative, Ornamentale des Jugendstils auf und schuf auf der Grundlage konstruktivisch-geometrischer Gestaltungselemente einen ebenso gefälligen wie mondänen, modern wirkenden Gestaltungstil. Auch im Bereich der Werbeschriften war sein Einfluss unübersehbar. Einige noch heute verwendete Schriften dieser Epoche sind etwa die Broadway, die Binner sowie die Peignot.
In den westeuropäischen Ländern führte die Rückbesinnung auf typografische Traditionen vor allem zur Entwicklung neuer Textschriften. Die wohl bekannteste ist die Times. Sie entstand Anfang der 1930er Jahre anlässlich eines Relaunches der gleichnamigen britischen Zeitung. Eine weitere bekannte Schrift dieser Epoche ist die Rockwell. In den USA führte die Ankunft zahlreicher europäischer Exilanten zu einer spürbaren Modernisierung des Grafikdesigns. Lázló Moholy-Nagy gründete 1937 in Chicago das New Bauhaus; nach dem Zweiten Weltkrieg beeinflusste die vom Bauhaus inspirierte bildhafte Typografie die Werbegestaltung. Diese wiederum wirkte über die Schweizer Gestaltungschule der Fünfziger und Sechziger stark auf Europa zurück.

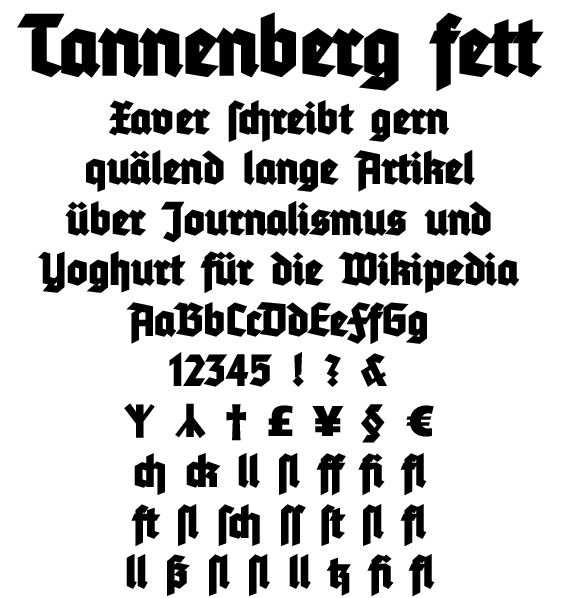
Gebrochene Grotesk aus den 1930er Jahren: Tannenberg

In Deutschland wurde die Situation wesentlich durch die traditionelle Zweischriftigkeit geprägt. Der Streit zwischen Anhängern der Fraktur und Anhängern der Lateinschrift reichte im Prinzip zurück bis in die Ära der Reformation. Initiativen zur Übernahme der als Lateinschrift bezeichneten Antiqua, vorgetragen unter anderem durch Abgeordnete der SPD und der liberalen Fraktionen, scheiterten im Reichstag des Kaiserreiches wiederholt. Die im Verlauf des 19. Jahrhunderts von der politischen Rechten als Deutsche Schrift politisierte Fraktur war bis weit in die 1930er Jahre hinein der dominierende Schrifttyp: Nach 1928 wurde über die Hälfte aller in Deutschland erschienenen Buchtitel in Fraktur gedruckt. Die lateinische Schrift fand vor allem in wissenschaftlichen Publikationen und Gebieten der Kunst und Technik ihre Anwendung. Die Frakturschrift hingegen fand sich in fast allen Schul- und Kinderbüchern, sowie der klassischen und volkstümlichen Literatur wieder, welche oft mit einer sehr hohen Auflagenzahl erschienen. Zusammengenommen betrug die Stückzahl der Bücher in deutscher Druckschrift so schätzungsweise 90 Prozent oder sogar noch mehr.
Von politischen Gegnern auch als „Schaftstiefelgrotesk“ verspottet, etablierten sich in den frühen Dreißigern zudem gebrochene Groteskschriften mit teilweise martialischen Namen wie zum Beispiel Tannenberg, National oder Deutschland. Mit dem sogenannten Normalschrifterlass vollzog das nationalsozialistische Regime 1941 eine unerwartete Kehrtwendung. Versuchten in den Jahren zuvor noch zahlreiche Fachleute den Nachweis zu erbringen, dass nur gebrochene Schriften „wahrhaft deutsch“ seien, wurden diese in einem von Martin Bormann unterzeichneten Erlass plötzlich als „Schwabacher Judenlettern“ diffamiert und der Einsatz von Antiqua-Schriften als verbindlich vorgeschrieben. Die beiden Typografieexperten und Zeitzeugen Hans Peter Willberg und Albert Kapr halten als mögliche Gründe für diese unerwartete Umstellung pragmatische Gründe für am wahrscheinlichsten: Die Machthaber des Dritten Reiches benötigten eine Verkehrsschrift, die auch in den von ihnen besetzten Teilen Europas verstanden werden konnte. Für diese Aufgabe erwies sich die Fraktur als ungeeignet. Trotzdem konnte sich die Fraktur aufgrund ihrer Vorgeschichte von ihrem rechten, deutschtümelnden Nimbus bis heute nicht mehr freimachen. Folge: Sowohl in der Bundesrepublik als auch in der DDR wurde nach dem Zweiten Weltkrieg allgemein die Antiqua als Verkehrsschrift übernommen.

### Nachkriegstypografie und Schweizer Funktionalismus

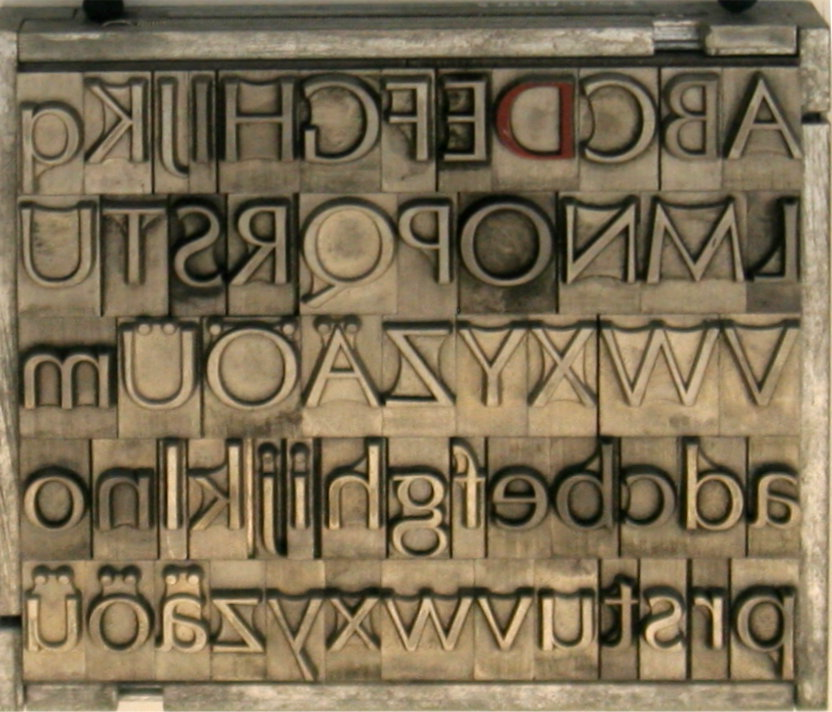
Satzspiegel mit der Optima

Die Nachkriegstypografie in Deutschland war zunächst konservativ und Buchkunst-dominiert. Ein typografischer Neuanfang erfolgte erst allmählich. Durch innovative, nichtsdestoweniger jedoch klassische neue Schriften von sich reden machte vor allem der Darmstädter Hermann Zapf (Palatino, 1948 und Optima, 1964); zu erwähnen sind weiterhin Georg Trump sowie Jan Tschichold. Tschichold lebte mittlerweile in der Schweiz und hatte sich dort zu einem entschiedenen Fürsprecher der traditionellen Buchtypografie gewandelt. Seine zahlreichen Publikationen weisen ihn bis heute als einen der bedeutendsten Typografen des 20. Jahrhunderts aus. Seine 1967 erschienene Garamond-Nachinterpretation Sabon ist im Genre Buchsatz weitverbreitet.
In der Schweiz entwickelte sich in den 1950er Jahren eine neue, stark vom Bauhaus sowie dem zeitgenössischen Industriedesign geprägte Typografieauffassung. Ihre in vielerlei Hinsicht Wissenschaftscharakter beanspruchenden Hauptmerkmale waren typografiedominierte Gestaltungen, großzügige Verwendung von Weißräumen, geometrische Layoutanordnungen, die stringente Anwendung von Gestaltungsrastern sowie der Einsatz neutral wirkender, sachlicher Groteskschriften. Führende Grafiker und Typografen der Schweizer Gestaltungschule waren u. a. Josef Müller-Brockmann, Emil Ruder oder Max Bill. Als funktionalistische Schriften berühmt wurden vor allem die Helvetica der Haas’schen Schriftgiesserei in Basel sowie die Univers von Adrian Frutiger (beide 1957). Die Univers war als Gegenstück zur Helvetica entstanden; Frutiger definierte die Laufweiten und Dickten seiner Schrift anhand eines Zahlensystems. In Deutschland selbst wurden die funktionalistischen Typografiekonzepte maßgeblich von der Hochschule für Gestaltung Ulm (HfG) sowie ihrem Gründer Otl Aicher befördert. Von Aicher, der vor allem durch seine Arbeiten in den Bereichen des Corporate Design und der Entwicklung von Piktogrammen und Leitsystemen bekannt wurde, stammt auch der Ende der 1980er Jahre bei AGFA erschienene Schriftclan Rotis. Vor allem in der Unternehmenskultur fanden die funktionalistischen Typografiekonzepte breiten Widerhall. Die sachlich-schmucklose Gestaltungsweise der Schweizer Schule rief seit den Sechzigern allerdings zahlreiche Gegenbewegungen auf den Plan – insbesondere aus dem Bereich der Jugend- und Popkultur.

### Werbeschriften und Fotosatz
Der Einfluss von Fluxus, Pop Art sowie der psychedelische Stil der Hippie-Jugendsubkultur dokumentierte sich insbesondere in den Werbeschriften der 1960er, 1970er und 1980er Jahre. In den 1960ern erlebten manche Schriften des Jugendstils und der Art déco eine Renaissance im Posterdesign. Federführend bei der Entwicklung von Schriften für Headlines, Plakaten und Außenwerbungen wurden die britische Firma Letraset sowie die in New York ansässige International Typeface Corporation (ITC). Mit Herb Lubalin, Tom Carnase sowie dem Grafiker und ehemaligen Jazzmusiker Ed Benguiat versammelte die ITC die besten Displayschriften-Gestalter dieser Dekade. Von Lubalin und Carnase stammte die Mode- und Zeitgeist-Groteske Avant Garde; Benguiat lieferte mit den Entwürfen zu ITC Souvenir (1972) und ITC Tiffany (1974) zwei der beliebtesten Werbeschriften der Siebziger. Auch die Textschriften dieser Ära wiesen oft eine ungewöhnliche gestalterische Note auf: so etwa die Eurostile des Italieners Aldo Novarese (1962) oder die Antique Olive des französischen Grafikers und Schriftentwerfers Roger Excoffon (1969). Weitere bekannte Schriftdesigner der 1970er und 1980er Jahre waren u. a. Milton Glaser mit der Glaser Stencil  oder Seymour Chwast.
Eine wesentliche Voraussetzung für die Verbreitung explizit fürs Grafikdesign vorgesehener neuer Schriften war der Fotosatz, der ab Anfang der 1970er Jahre den althergebrachten Bleisatz mehr und mehr ersetzte. Die wesentliche Neuerung bestand darin, dass die Textbestandteile einer Drucksache nicht mehr aus Bleilettern oder -zeilen zusammengesetzt wurden, sondern über reprografische Belichtungstechniken gewonnen wurden – ähnlich wie in der Fotografie. Erfindung und erste Experimente mit der Fotosatztechnik lagen zwar bereits einige Jahrzehnte zurück. Die Fotosatzgeräte der Siebziger und Achtziger wurden jedoch zunehmend mit Bestandteilen aus der Computertechnologie aufgestückt und so auch für den Mengensatz immer produktionstauglicher. Eine weitere Erfindung der Zeit waren Abreibebuchstaben, wie sie besonders durch die britische Firma Letraset vermarktet wurden. Eine fundamentale Veränderung erfuhren die Genres Satz und Typografie ab Mitte der Achtziger schließlich durch das neu aufkommende Desktop-Publishing (DTP). Die sogenannte DTP-Revolution der 1980er und 1990er Jahre krempelte sämtliche Produktionsweisen innerhalb der Medienproduktion um und schuf auch im Bereich Typografie die technischen Grundlagen, welche bis heute Gültigkeit haben.
Siehe auch: Reprotechnik

## Die DTP-Ära

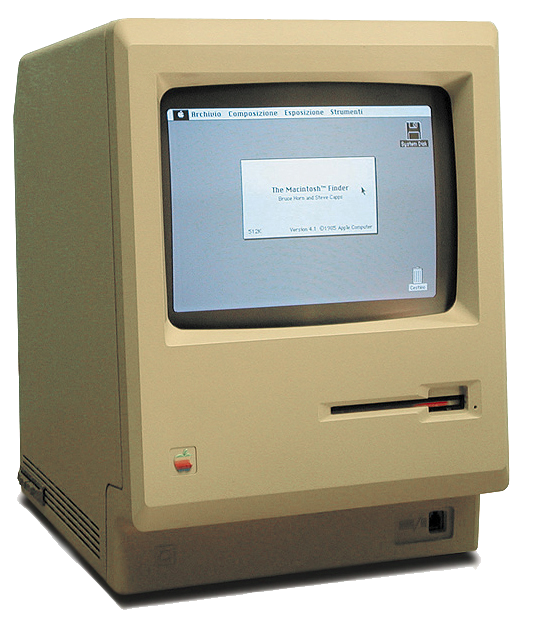
Apple-Computer: Macintosh 128k

Ab Mitte der Achtziger verlagerte sich der Satz von Medienprodukten in immer stärkerem Ausmaß auf so genannte Desktopcomputer. Anfangs noch von zahlreichen technischen Kinderkrankheiten belastet und eingeschränkt durch notorische Knappheit an Arbeitsspeicher (RAM), Speicherplatz sowie relativ langsame Prozessoren, hatten sich die Home-Computer in der Medienproduktion bereits Mitte der 1990er Jahre allgemein etabliert. Sie zeichneten sich durch folgende Innovationen aus:
- visuell orientierte Betriebssysteme (Mac OS von Apple und Windows) und Maus-basierende Arbeitsmethoden nach dem Motto: „What you see is what you get“, im DTP-Fachjargon auch WYSIWYG genannt,
- Zusammenführung von Satz, Grafik und Bildgestaltung, mit der sich das Berufsbild des Schriftsetzers zunehmend zu dem des heutigen Mediengestalters wandelte,
- die „Neuen Medien“ wie zum Beispiel das Internet, mit denen multimediale Anwendungsmöglichkeiten für Schriften und Text einen immer größeren Stellenwert erhalten,
- übergreifende, allgemein einsetzbare Schriftformate wie PostScript und TrueType, die die proprietären Schriftformate im Fotosatz vollständig ersetzten und in der Folge für eine noch nie da gewesene Fülle an Schriften sorgten (eine Weiterentwicklung ist das auf 16 Bit und Unicode basierende Format OpenType).

### Erste Computerschriften

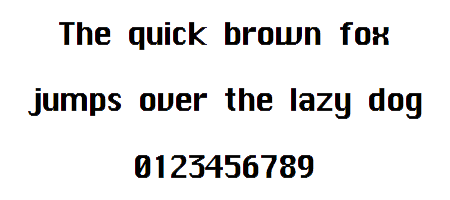
Beispieltext in der 1984–1997 als Apple-MacOS-Systemschrift verwendeten Chicago von Susan Kare

Eine wesentliche Voraussetzung für den Siegeszug des Desktop-Publishing war die Etablierung spezieller Schriftformate, die sich auf Desktopcomputern nutzen ließen. Am Anfang wurden Bitmapschriften (auf Rastergrafikbildschirmen) und Vektorschriften (Umriss-Schriften bzw. Outlineschriften auf Vektorgrafikbildschirmen und zur Ausgabe auf Stiftplottern) verwendet. Eine wesentlich bessere Skalierbarkeit als Rasterschriften ermöglichte das vom kalifornischen Hersteller Adobe entwickelte Format PostScript. Vorteile: Die Verwendung der jeweiligen Font-Dateien war lediglich noch durch das verwendete Betriebssystem eingeschränkt, angeschlossene Belichtungsgeräte waren für den Satz nicht mehr unbedingt erforderlich. Ein weiteres universell einsetzbares Schriftformat war das von Apple und Microsoft entwickelte TrueType-Format, welches unter Windows und in Home-Office-Umgebungen bis heute vorherrschend ist, weil die Fonts frei skalierbar sind und im Gegensatz zu den PostScript-Fonts nur eine Datei benötigen.
Die Entwicklung neuer bzw. die Portierung eingeführter Blei- und Fotosatzschriften in die neuen Computerfontformate PostScript und TrueType veränderte die Szene der Anbieter ab Mitte der Achtziger entscheidend. Computerfirmen wie Adobe bauten ihre Schriftbibliotheken in rascher Folge aus und bedeuteten die Götterdämmerung alter etablierter Schriftgießereien. Hinzu kamen neue Firmen wie der US-amerikanische Anbieter Bitstream oder der von Erik Spiekermann mitbegründete Schriften-Distributor FontShop AG. Als weitere Labels für Qualitätsschriften etablierten sich in Deutschland die Firmen URW Type Foundry sowie der Ableger Elsner + Flake. Von den ehemals branchenbeherrschenden Schriftgießereien und Fotosatzanbietern konnten sich lediglich die international agierenden Firmen Linotype und Monotype erfolgreich ins DTP-Zeitalter herüberretten. Andere Traditionsunternehmen wie etwa die Berliner H. Berthold AG machten hingegen endgültig ihre Pforten dicht.
Dennoch brachte die erste Dekade des Desktop-Publishings eine Reihe neuer Textschriften. Stilistisch orientierten sie sich stark an den vorhandenen Grundgruppen; darüber hinaus warteten sie mit einem teilweise recht üppigen Inventar unterschiedlicher Schnitte auf. Beispiele sind die vor allem in Deutschland stark nachgefragte Frutiger von Adrian Frutiger, die Myriad, die neue Mengensatzantiqua Minion, die Meta sowie aus verschiedenen Gruppenvarianten (z. B. mit Serifen, ohne Serifen, serifenverstärkt) zusammengesetzte Schriftclans wie die Stone von Sumner Stone, die Lucida von Charles Bigelow und Kris Holmes, die Thesis von Lucas de Groot oder auch die Rotis von Otl Aicher.

### Postmoderne und Techno

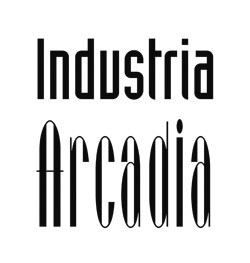
Schriften von Neville Brody:
Industria und Arcadia

Stilistisch sind für die 1990er Jahre vor allem zwei Einflüsse aufzuführen: zum einen postmoderne Gestaltungsansätze in unterschiedlichen Ausprägungen, zum anderen der kreative Input der Technokultur. Postmoderne Gestalter betonten stärker als bisher das Design von Schriften und Layouts: Anstelle eines konsistenten Stils stand eher die Vielfalt möglicher Stilzitate im Vordergrund. Eine grafische, stark am Zeitgeistlayout und an Typografie orientierte Richtung vertrat der britische Grafiker und Schriftenentwerfer Neville Brody. Von ihm stammen auch einige bekannte Display-Schriften wie zum Beispiel die Blur, die Insignia, die Arcadia oder die FF Harlem. Stärker dekonstruktivistische, visuell betonte und die klassische Trennung zwischen Bild und Text aufhebende Konzepte stammten von dem US-Amerikaner David Carson sowie dem Vater des Deconstruction Designs, dem Chicagoer Professor Edmund Fella. Zum Zentrum der postmodernen Einflüsse in der frühen Computertypografie wurde insbesondere das kalifornische Typomagazin Emigre. Herausgeber waren die tschechisch-US-amerikanische Schriftentwerferin Zuzana Licko sowie ihr Partner Rudy Vanderlaans. Ihr gleichnamiges Schriftenlabel Emigre veröffentlichte eine Reihe avantgardistischer Design-Fonts, darunter auch die bekannten Licko-Schriften Matrix und Triplex, die Template Gothic von Barry Deck sowie die Remedy des schwäbischen Grafikers Frank Heine.

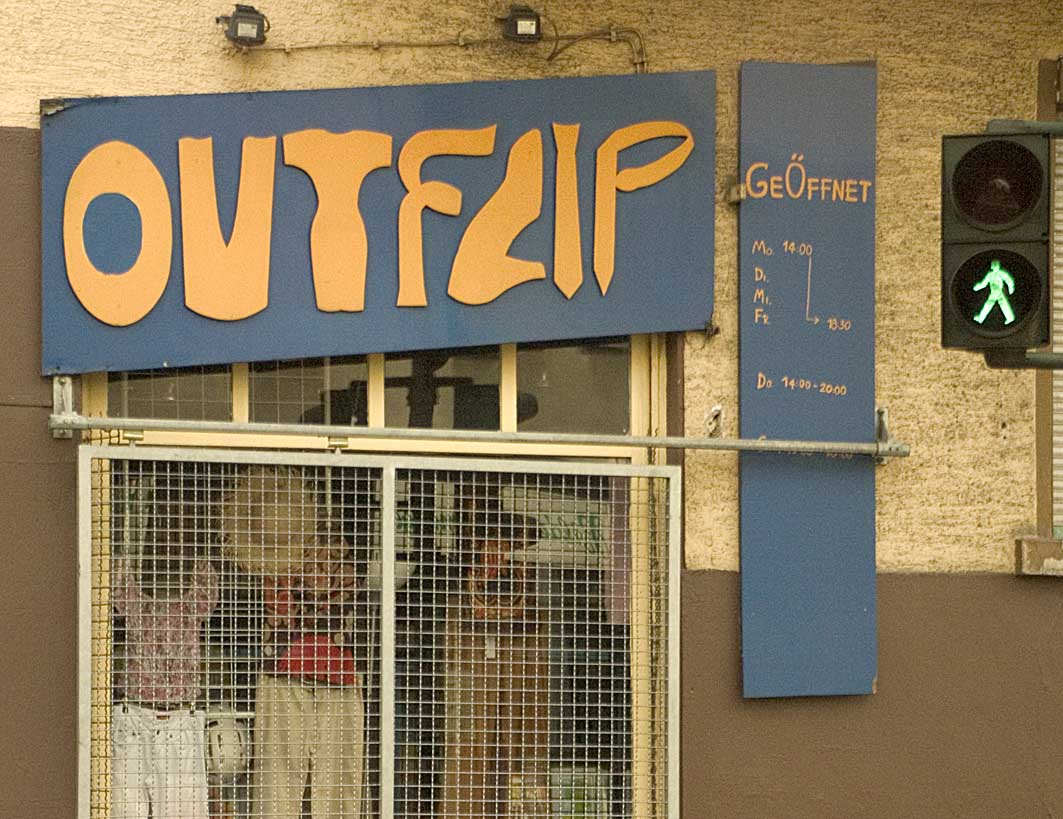
Schräge Typografie in der Außenwerbung

Stärker als bislang bemerkbar machte sich in der Typografie der 1990er Jahre auch der Einfluss der diversen zeitgemäßen Jugendkulturen. Begünstigt wurde diese Entwicklung durch die neuen Möglichkeiten des Internets. Downloads und Online-Kauf ermöglichten auch kleinen, unabhängigen Labels, ihre Schriften anzubieten. Hinzu kam eine Flut sogenannter Shareware- und Freeware-Schriften, die relativ schnell mit Programmen wie z. B. Fontographer generiert wurden und deren technische und designerische Qualität für professionelle Mediengestalter in den meisten Fällen undiskutabel sind. Trotzdem haben sich Akzeptanz und Verwendunghäufigkeit unkonventioneller Schrifttypen seit den frühen 1990er Jahren deutlich erhöht: Vor allem im Bereich der Popkultur sind sie zum unverzichtbaren gestalterischen Element avanciert und aus der Gestaltung von Schallplatten- und CD-Covern, Plakaten und Flyern kaum noch wegzudenken.
Einen besonders starken kreativen Input lieferte dabei die Technoszene. Auf den Zug zeitgeistiger Trendschriften sprangen auch die großen Schrifthersteller recht früh auf. Originelle, unverbrauchte Entwürfe findet man jedoch vor allem auf den Internetseiten kleiner Hersteller. Als Entwerfer Furore machte unter anderem der Brite Rian Hughes mit seinem Label Device Fonts; aufzuführen sind darüber hinaus die niederländischen Designer Erik van Blokland, Jan van Rossum und Max Kisman sowie die stark im Retrostil gehaltenen Schriften des US-amerikanischen Labels House Industries.
Verändert hat sich während dieser Dekade auch das geschlechtsspezifische Berufsbild des Schriftentwerfers. Zwar sind Schriftentwerferinnen auch heute noch eindeutig in der Minderheit, doch professionell auftretende Frauen wie Zuzana Licko, die für Adobe tätige und auch für die Textschriften Myriad und Adobe Caslon mitverantwortliche Schriftentwerferin Carol Twombly, die Werbeschriftgestalterin Cynthia Hollandsworth, Jean Evan, Freda Sack, Kris Holmes (Mitentwurf der Lucida) sowie die Berliner Grafikerin Verena Gerlach haben mit dazu beigetragen, dass das Berufsbild des Schriftgestalters keine reine Männerdomäne mehr ist.

### Simplifizierung klassischer Schrifttypen
Der Begriff „Simplifizierung“ hat in diesem Zusammenhang nichts mit den sogenannten vereinfachten Bastardschriften, den „Bastarda“ zu tun. Mit Einzug der Postscript- und True-Type-Schriften hat über die Jahre eine zunehmende Simplifikation klassischer Schrifttypen, wie beispielsweise bei den serifenlosen Schriften (Futura, Helvetica, Univers u. a.), bei den Serifenschriften (Baskerville, Garamond oder Times) sowie eine „Anglisierung“ klassischer Frakturschriften als „Black Letter“ stattgefunden; Letztere benutzen als „englische Fraktur“ lediglich das Schluss-s und nicht das in der klassischen Fraktur gebräuchliche lange s, überdies fehlen in vielen computergenerierten Neuschöpfungen Ligaturen wie das ß oder die Umlaute.

### Schriftclans, OpenType und Internet

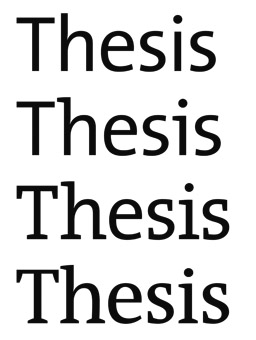
Schriftsippe: Thesis von Lucas de Groot

Bei den Textschriften machte sich seit den frühen 1990er Jahren ein immer stärkerer Trend zu gruppenübergreifenden Großschriftfamilien bemerkbar. Sogenannte Schriftclans oder Schriftsippen decken nicht nur einen stilistischen Grundtyp ab wie etwa Antiqua, Grotesk oder Serifenverstärkte, sondern zwei, drei oder sogar mehr. Grundidee hinter diesem Designkonzept ist die leichtere Mischbarkeit unterschiedlicher Schriftarten und somit das leichtere Erstellen von typografischen Auftritten „aus einem Guss“. Vor allem bei Großkonzernen und Medienverlagen sind Gesamtlösungen dieser Art zunehmend gefragt. Ein Beispiel ist etwa die ARD, die seit den 1990er Jahren die Thesis des in Berlin lebenden niederländischen Schriftentwerfers Lucas de Groot verwendet. Seit den 1990er Jahren sind so mehr und mehr Schriftsippen entstanden. Beispiele sind etwa die FF Scala und die FF Nexus von Martin Majoor, die FF Quadraat von Fred Smeijers oder auch die neue Syntax von Hans Eduard Meier.

#### Open Type
Eine andere aktuelle Entwicklung ist die Etablierung des auf 16-Bit-Datentiefe und dem Zuordnungsschema Unicode basierenden Fontformats OpenType. Anders als konventionelle PostScript- oder TrueType-Schriften sind OpenType-Schriften nicht auf rund 200 Schriftsatzzeichen limitiert, sondern können potenziell Tausende davon enthalten. Ein weiterer Vorteil ist, dass sich dieselben Schriftdateien auf jedem beliebigen Betriebssystem einsetzen lassen. Neben dem Format OpenType Standard, welches Plattform für zeichentechnisch sehr unterschiedlich ausgestattete Schriften ist, gibt es das Format OpenType Pro, dass vor allem von dem Software-Hersteller Adobe forciert wird. Angestrebt wird mit OpenType-Pro-Schriften ein Zeichenbestand, der sämtliche Bedürfnisse anspruchsvollen Schriftsatzes abdeckt und darüber hinaus auch das Zeicheninventar für das Setzen von Texten in mitteleuropäischen Sprachen (Polnisch, Ungarisch, Tschechisch usw.) enthält. Einige Pro-Schriften enthalten darüber hinaus auch Zeichen zum Bewältigen kyrillischer oder anderer Zeichensysteme.

#### Monitor- und Pixelfonts

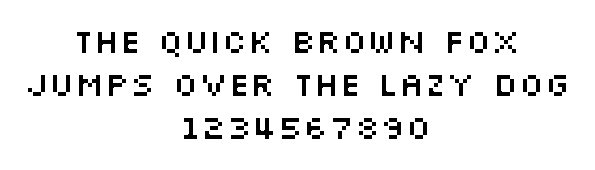
Bitmap-Pixelfont

Eine bereits in den 1990er Jahren aktuelle Frage war die Entwicklung spezieller Schriften für den Monitor. Zu berücksichtigen sind dabei einerseits mediumsspezifische Besonderheiten wie zum Beispiel die vergleichsweise grobe Bildschirmauflösung. Immer wichtiger wird darüber hinaus auch die durch das Internet zusätzlich begünstigte Internationalisierung – eine Anforderung, welche die aktuellen Betriebssysteme vor allem mit proprietären 16-Bit-Schriftformaten zu lösen versuchen. Ein typisches Beispiel für eine zeitgemäße Systemschrift ist etwa die Lucida Grande unter Mac OS X; eine weitere moderne Schrift für Monitoranwendungen ist die Verdana des US-amerikanischen Schrifttypendesigners Matthew Carter. Einen „paradoxen“ Schritt zurück in die Anfänge der Bitmapfonts machte die Typografie mit den Pixelfonts, welche speziell für die exakte Darstellung kleinster Schriftgrößen am Monitor entwickelt wurden und die vor allem im Webdesign Anwendung finden (z. B. in Flashanimationen). Pixelfonts lassen sich zumeist nur in einer bestimmten Schriftgröße darstellen (7, 8, 9 Punkt usw.).

## Landesspezifische Besonderheiten
Die wesentlichen historischen Etappen – die Herausbildung der Antiqua bis zum 20. Jahrhundert sowie die neueren Entwicklungen bis in die Gegenwart – gelten für alle Länder im Geltungsbereich des lateinischen Alphabets. Darüber hinaus existieren jedoch eine Reihe nationaler oder auch lokaler Besonderheiten. Die historisch gesehen bedeutsamste ist sicherlich der unterschiedliche Stellenwert der gebrochenen Schriften. Während sie in Italien und Frankreich schon recht früh durch Antiquaschriften ersetzt wurden und in den Hintergrund traten, war die Schriftkultur in Deutschland bis zum Ende des Zweiten Weltkriegs von der Koexistenz zweier unterschiedlicher Schriftarten geprägt.
Darüber hinaus entwickelten sich in jedem Land spezifische nationale Traditionen bei der Herstellung und Anwendung von Schriften. Caslon, Baskerville und Gill genießen für die britische Schrifttradition naturgemäß einen besonders hohen Stellenwert; das Gleiche gilt für die Schrifthersteller-Dynastie Didot in Frankreich, den Einfluss von Bodoni auf die italienische Typografie oder den Einfluss der Bauhaus-Konzepte in Deutschland und in der Schweiz. Im Großen und Ganzen Gültigkeit hat die Geschichte der westlichen Typografie auch für die USA. Als eigentlicher Gründervater der US-Typografie gilt der Druckereibesitzer Benjamin Franklin; wesentlich für die insgesamt pragmatische und weniger theorielastige Typografie der Vereinigten Staaten sind vor allem die beiden zu Anfang des 20. Jahrhunderts tätigen Typografen und Schriftentwerfer Frederic Goudy und Morris Fuller Benton. In Lateinamerika sowie den afrikanischen Ländern südlich der Sahara hingegen verschaffen sich erst in den letzten Jahren eigenständige Strömungen zunehmend Gehör.

## Aktuelle Entwicklungen

### Typografiekonventionen
Stark geprägt wurde die Typografie des 20. Jahrhunderts vor allem von der traditionellen Buchtypografie (Neue Buchkunst) und den funktionalistischen Designkonzepten (Bauhaus, Schweizer Grafik). Allgemein etabliert haben sich im Verlauf der letzten Jahrzehnte unterschiedliche Synthesen dieser beiden Hauptrichtungen: Der selbstverständliche Einsatz von Groteskschriften, ein freierer Umgang bei der Mischung und dem Einsatz von Schriften generell, moderne Layouts sowie das Arbeiten mit Gestaltungsrastern sind allgemein akzeptiert. Im Bereich der mikrotypografischen Gestaltung hingegen kommen vor allem Konventionen aus der Buchsatztradition zum Zug. Sie betonen insgesamt stark den Aspekt der Lesefreundlichkeit. Auffällig in der aktuellen Typografie ist die Detailfreudigkeit sowie die Anwendung vielfältiger typografischer Spezialzeichen – eine Entwicklung, die durch das aktuelle OpenType-Format und den Unicode-Standard nicht unwesentlich befördert wird. Die Frage, ob die Qualität von Drucksachen durch die technische Fortentwicklung besser oder schlechter wurde, wird immer weniger gestellt.

### Neuere Versuche der Schriftklassifikation
Das aus dem Jahr 1964 stammende Klassifikationsschema DIN 16518 wird von den meisten aktuell mit Typografie befassten Fachleuten, Designern und Schriftherstellern als unbefriedigend empfunden. Ein wesentlicher Faktor bei der aktuellen Diskussion ist die Frage, wie rigide oder wie weitmaschig gefasst ein Schriftenschema sein muss, um der immer größer werdenden Vielfalt an Schrifttypen gerecht zu werden. Aktuelle Ansätze sind derzeit:
- Klassifizierungen von Schriftherstellern. Das Katalogisierungsschema des Berliner Schriftdistributors FontShop AG gliedert Textschriften lediglich nach den Hauptgruppen Serif (mit Serifen), Slab Serif (serifenbetont) und Sans Serif (ohne Serifen). Für die restlichen Schriften kommen die Gruppen Script (Schreibschriften), Display, Blackletter sowie Pi & Symbol hinzu. Ein ähnlich grobrasteriges Unterteilungssystem offeriert derzeit auch der Schrifthersteller Linotype.
- Dynamische und statische Schriften nach Willberg. Der Klassifikationsansatz von Hans Peter Willberg basiert auf mikrotypografischen Untersuchungen und stellt vor allem die Anmutung der Textzeile in den Vordergrund. Dynamisch entspricht dabei – unabhängig davon, ob es sich um eine Antiqua, eine serifenverstärkte oder eine Groteskschrift handelt – weitgehend humanistischen Gestaltungsprinzipien (Renaissance, Barock), statisch hingegen klassizistischen und geometrischen.
- Die Beinert-Matrix von Wolfgang Beinert liefert bei den Textschriften zu den drei Hauptgruppen Serif, Sans Serif und Slab Serif eine zusätzliche Unterteilung. Weitere Besonderheiten sind eigene Hauptrubriken für Schriftsippen (Corporate Typography) und Bildschirmschriften.
- Formenklassifikation nach Vox. Nach dem französischen Typografen Maximilien Vox.
- Ein kartesisches Raster des Typographen Max Bollwage: Das im Gutenberg-Jahrbuch 2000 vorgestellte Schema offeriert ein System, welches sich vor allem an den zentralen Merkmalen einer Schrift orientiert. Historische Zuordnungen treten eher in den Hintergrund. Hauptgruppen nach Bollwage sind humanistische, klassizistische, freie und geschriebene Formen; Hauptkriterium der jeweils fünf Untergruppen sind Stärke und Charakter des Strichkontrasts.